# Liste de personnalités nées à Philadelphie
Cette liste non exhaustive répertorie les personnalités nées à Philadelphie, dans l'État de Pennsylvanie, aux États-Unis, en suivant un classement par ordre chronologique. Pour chaque personnalité sont donnés le nom, l'année de naissance, l'année de décès le cas échéant, précision du quartier et la qualité ou profession.

## XVIIIesiècle

### 1701–1750

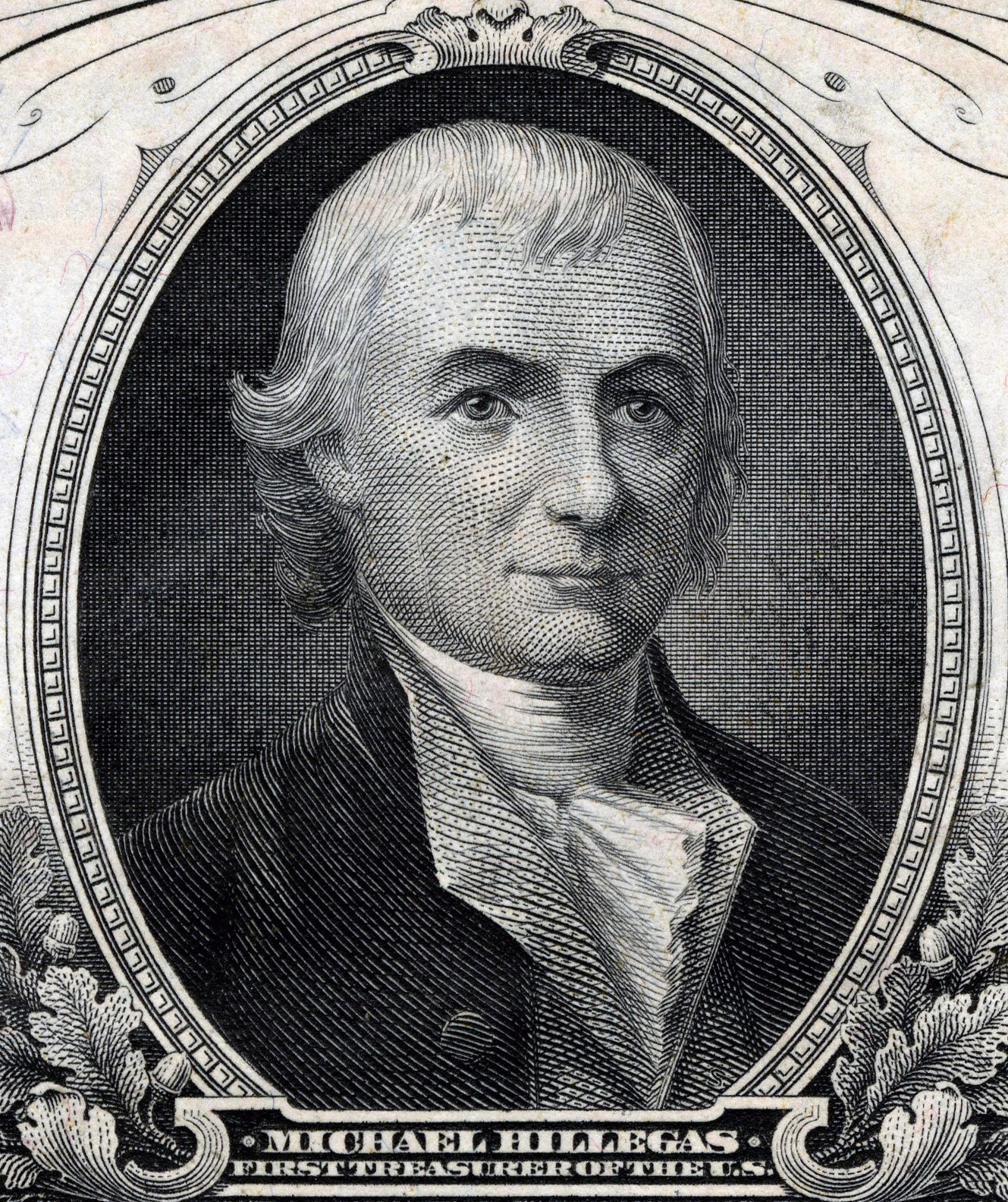
Michael Hillegas
(1729–1804)

- William Shippen (1712–1801), homme politique
- Michael Hillegas (1729–1804), premier trésorier des États-Unis
- Thomas Willing (1731–1821), financier et délégué du Congrès continental
- William Moore (1735–1793), homme d'État
- Francis Hopkinson (1737–1791), auteur; un des signataires de la déclaration d'indépendance américaine
- George Clymer (1739–1813), homme politique, l'un des Pères fondateurs de la nation
- Elias Boudinot (1740–1821), membre du Congrès continental
- Adam Kuhn (1741–1817), médecin et naturaliste
- Thomas Mifflin (1744–1800), homme politique et commerçant
- Gunning Bedford, Jr. (1747–1812), homme politique

### 1751–1800

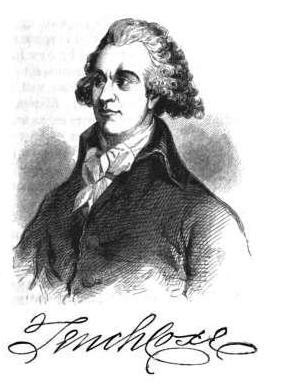
Tench Coxe
(1755–1824)

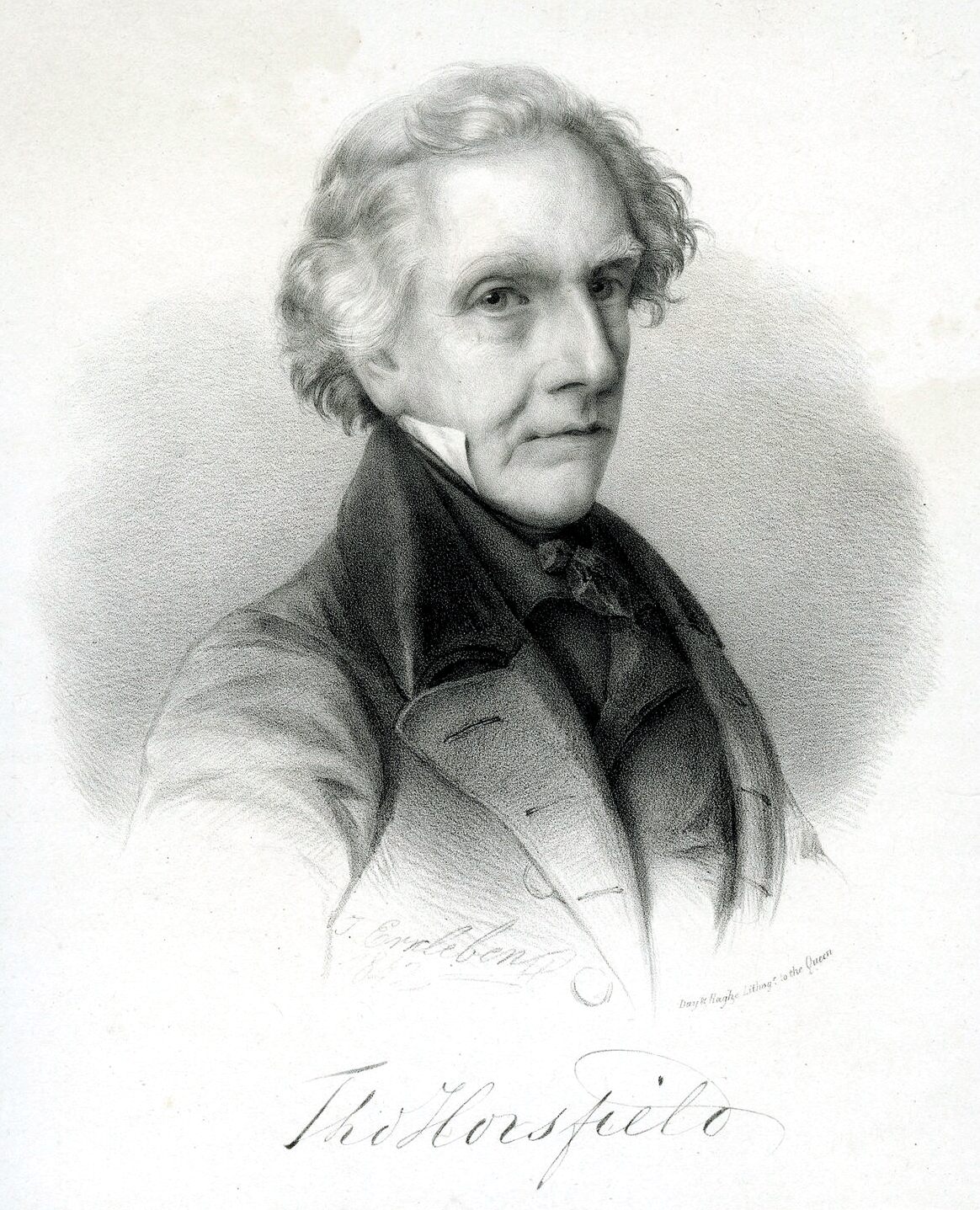
Thomas Horsfield
(1773–1859)

- William Bingham (1752–1804), financier et homme d'État
- Betsy Ross (1752–1836), une Américaine qui aurait confectionné le premier drapeau américain pendant la révolution américaine
- Josiah Harmar (1753–1813), officier de l'armée américaine lors de la guerre d'indépendance des États-Unis d'Amérique
- William Bradford (1755–1795), avocat et juge
- Tench Coxe (1755–1824), politicien et économiste
- Joseph Anderson (1757–1837), homme politique
- Anne Willing Bingham (1764–1801), socialite
- Charles Brockden Brown (1771–1810), romancier, journaliste, historien et éditeur
- Thomas Horsfield (1773–1859), médecin et un naturaliste
- George Ord (1781–1866), ornithologue
- Rubens Peale (1784–1865), peintre et conservateur de musée
- Sophie de Marbois (1785–1854), philhellène
- Mordecaï Manuel Noah (1785–1851), dramaturge, diplomate, journaliste et utopiste
- Nicholas Biddle (1786–1844), juriste et financier
- Thomas Hopkins Gallaudet (1787–1851), pédagogue
- Robert M. Patterson (1787–1854), docteur en médecine et universitaire
- Thomas Say (1787–1834), naturaliste et un zoologiste, considéré comme le père de l'entomologie américaine
- Anna Claypoole Peale (1791–1878), miniaturiste
- George Mifflin Dallas (1792–1864), juriste, diplomate, et homme politique
- Uriah Phillips Levy (1792–1862), le premier américain d'origine juive à être nommé commodore de l'United States Navy
- Henry Charles Carey (1793–1879), économiste
- Thomas Doughty (1793–1856), peintre
- Elliott Cresson (1796–1854), philanthrope
- Richard Harlan (1796–1843), médecin, zoologiste et paléontologue
- Charles Hodge (1797–1878), directeur du Séminaire théologique de Princeton
- William M. Meredith (1799–1873), avocat et homme politique
- Titian Ramsay Peale (1799–1885), naturaliste et un artiste
- Francis Baring (3e baron Ashburton) (1800–1868), pair britannique

## XIXesiècle

### 1801–1850

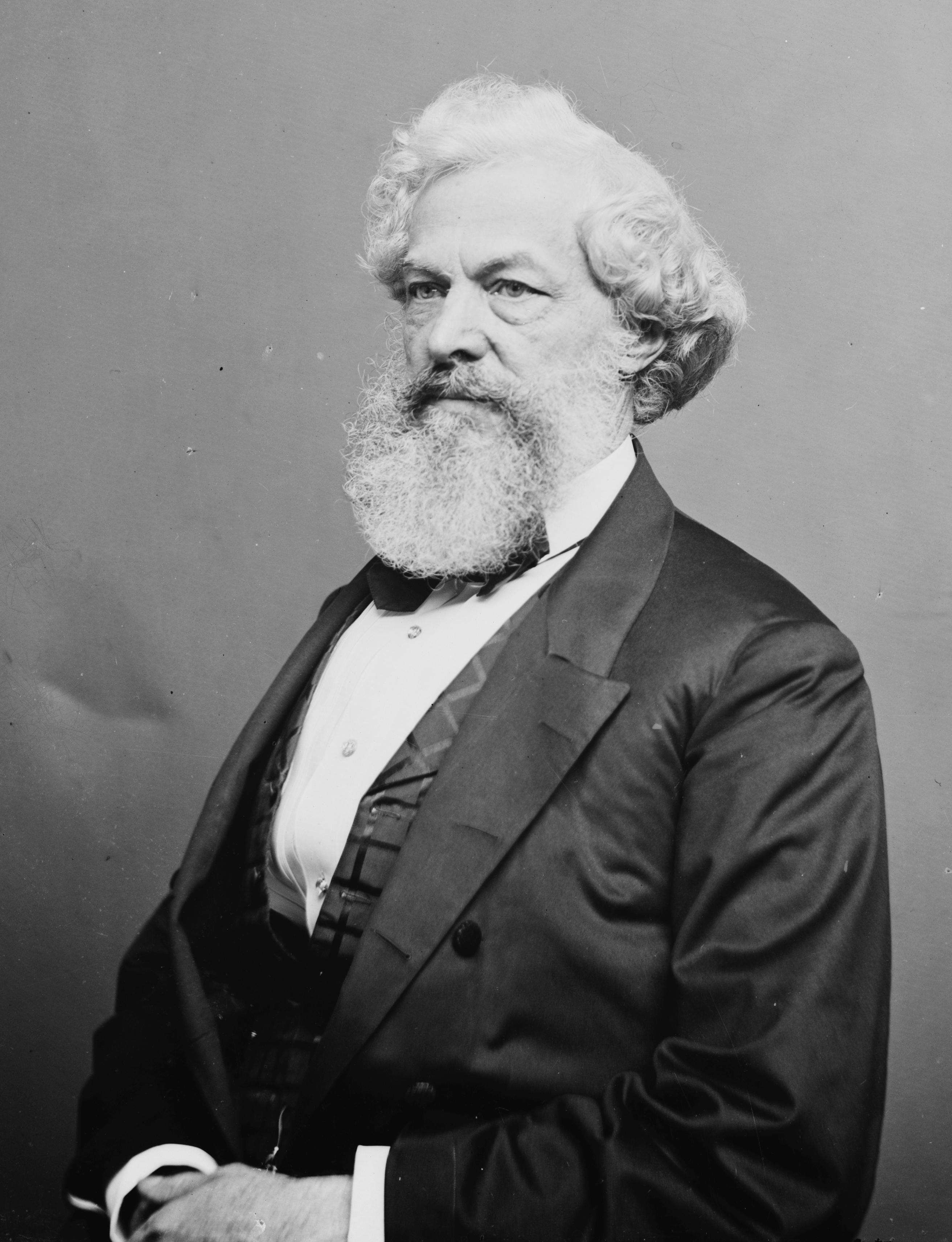
Thomas Walter
(1804–1887)

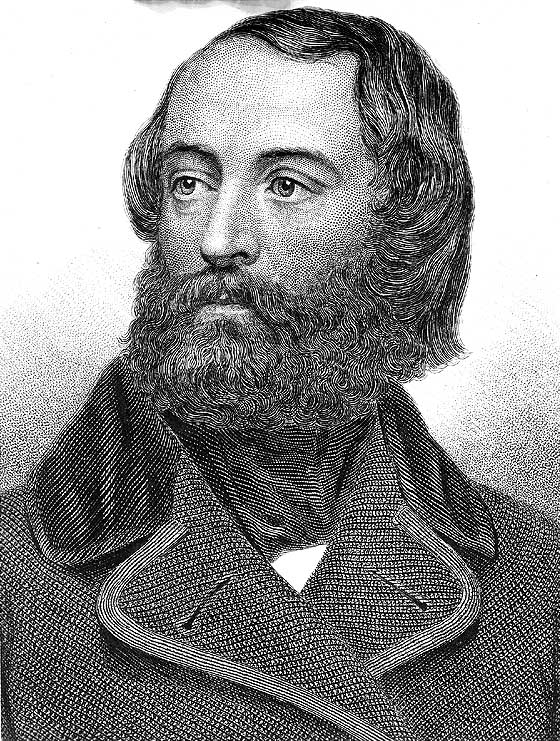
Elisha Kane
(1820–1857)

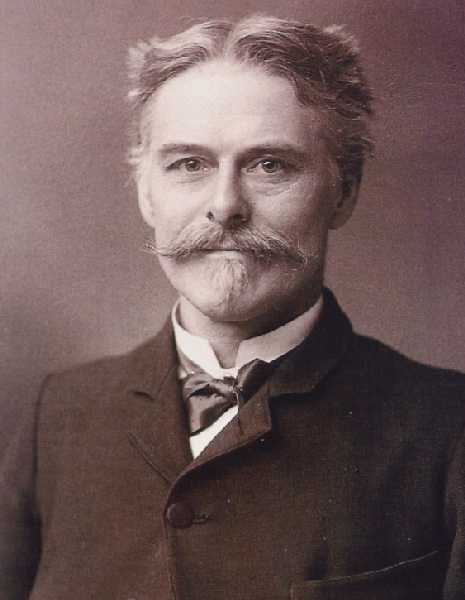
Edward Drinker Cope
(1840–1897)

- Thomas Walter (1804–1887), architecte
- Edwin Forrest (1806–1872), acteur de théâtre
- Adolph E. Borie (1809–1880), homme politique
- John Kirk Townsend (1809–1851), ornithologue et un naturaliste
- Andrew Atkinson Humphreys (1810–1883), major-général de l'Union
- William D. Kelley (1814–1890), député républicain
- John C. Pemberton (1814–1881), officier dans l'US Army et général dans l'armée confédérée durant la Guerre de Sécession
- Herman Haupt (1817–1905), ingénieur civil et ingénieur en construction de chemins de fer
- Thomas Dunn English (1819–1902), homme politique démocrate
- Elisha Kane (1820–1857), officier de marine, médecin de la United States Navy et explorateur
- Samuel Washington Woodhouse (1821–1904), médecin et ornithologue
- Edward Clark (1822–1902), architecte
- Charles Leland (1824–1903), humoriste et folkloriste
- Henry Charles Lea (1825–1909), historien et auteur
- Anthony J. Drexel (1826–1893), financier et un banquier
- George McClellan (1826–1885), général de division de la Guerre de Sécession, candidat démocrate à l'élection présidentielle des États-Unis d'Amérique de 1864 puis gouverneur du New Jersey
- Joseph Wharton (1826–1909), entrepreneur et philanthrope
- Septimus Winner (1827–1902), compositeur
- Louisa May Alcott (1832–1888), romancière
- Elijah E. Myers (1832–1909), architecte
- William Trost Richards (1833–1905), peintre paysagiste
- William Stanley Haseltine (1835–1900), peintre paysagiste et dessinateur
- Ferdinand Heinrich Hermann Strecker (1836–1901), entomologiste
- John R. Brooke (1838–1926), officier de la Union Army durant la guerre de Sécession
- George Washington Tryon (1838–1888), conchyliologiste britannique
- Frank Furness (1839–1912), architecte
- Edward Drinker Cope (1840–1897), paléontologue et un anatomiste
- George Henry Horn (1840–1897), entomologiste
- Harry Crécy Yarrow (1840–1929), médecin et un naturaliste
- Harrison Allen (1841–1897), médecin et anatomiste
- Sam Loyd (1841–1911), compositeur de casse-tête numériques et logiques relevant des mathématiques récréatives
- Theophilus Van Kannel (1841–1919), ingénieur
- Thomas Eakins (1844–1916), peintre
- Anna Merritt (1844–1930), artiste
- Henry Singlewood Bisbing (1849–1919), peintre animalier

### 1851–1880

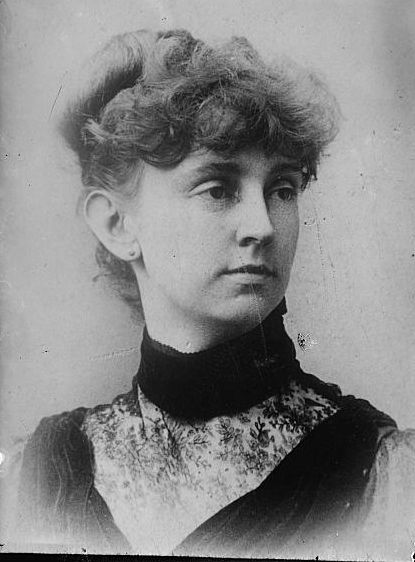
Kate Douglas Wiggin
(1856–1923)

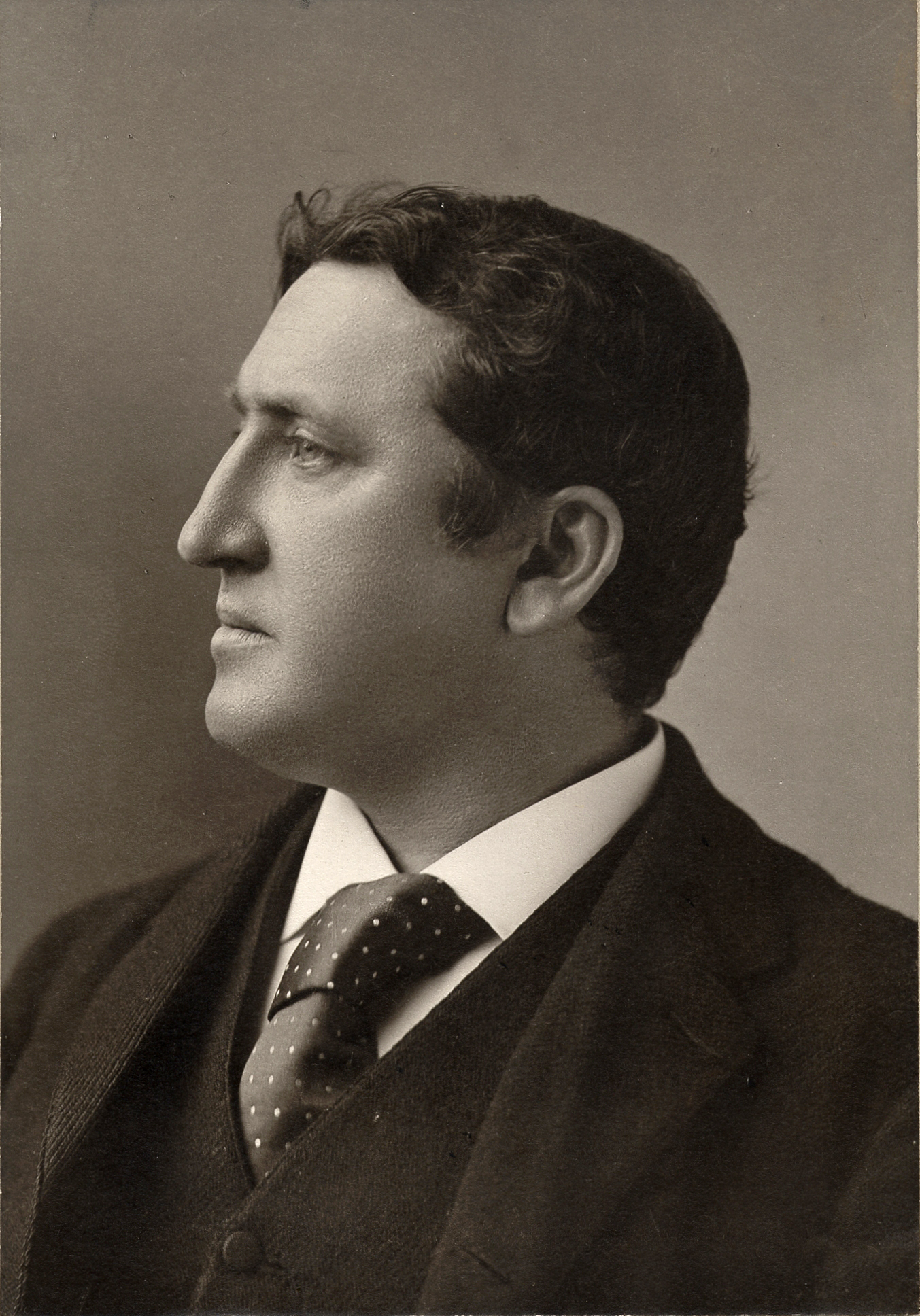
James Huneker
(1857–1921)

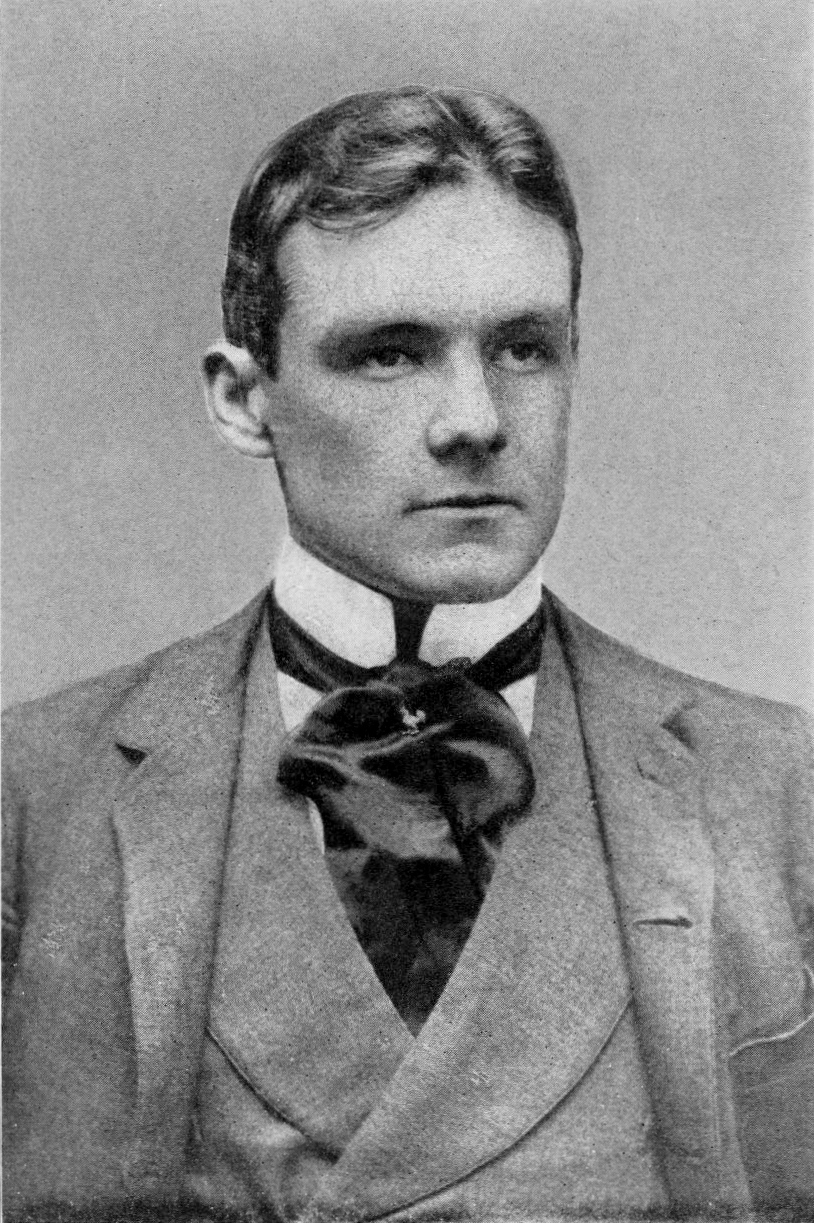
Richard Harding Davis
(1864–1916)

- Edwin Austin Abbey (1852–1911), artiste, illustrateur et peintre
- John Frederick Peto (1854–1907), peintre
- William Woodville Rockhill (1854–1914), homme politique et diplomate
- Jay Hunt (1855–1932), réalisateur, acteur et scénariste
- Colin Campbell Cooper (1856–1937), peintre impressionniste
- Georgiana Drew (1856–1893), actrice
- Harry Stovey (1856–1937), joueur de la Ligue majeure de baseball
- Kate Douglas Wiggin (1856–1923), éducatrice et un auteur d'histoires pour enfants
- James Huneker (1857–1921), compositeur et critique
- Catherine Drexel (1858–1955), religieuse
- William Kemmler (1860–1890), la première personne à être exécutée au moyen d'une chaise électrique
- Solomon R. Guggenheim (1861–1949), industriel, collectionneur d'art et mécène
- George Dunton Widener (1861–1912), homme d'affaires
- Jean Leon Gerome Ferris (1863–1930), peintre
- Anita Hendrie (1863–1940), actrice
- George Barbier (1864–1945), acteur
- Richard Harding Davis (1864–1916), journaliste et écrivain
- Eleanor Everest Freer (1864–1942), compositrice et philanthrope
- Benjamin Guggenheim (1865–1912), homme d'affaires
- John Exley (1867–1938), rameur d'aviron
- Simon Guggenheim (1867–1941), homme d'affaires et philanthrope
- Frank Alvord Perret (1867–1943), ingénieur, inventeur et volcanologue
- Sheldon Lewis (1868–1958), acteur
- Ava Lowle Willing (1868–1958), femme du monde et philanthrope
- Kerry Mills (1869–1948), compositeur de ragtime
- Bertha Townsend (1869–1909), joueuse de tennis
- William Welsh (1870–1946), acteur
- John Geiger (1873–1956), rameur d'aviron
- Earl-Stetson Crawford (1877–1966), peintre, aquafortiste, graveur et décorateur de vitraux
- Billy Murray (1877–1954), chanteur
- John R. Neill (1877–1943), illustrateur de livres pour enfants
- Lionel Barrymore (1878–1954), acteur, réalisateur, scénariste
- Bobby Burns (1878–1966), acteur et réalisateur
- Truxton Hare (1878–1956), athlète et joueur de football
- Anna Coleman Ladd (1878–1939), sculptrice
- Ethel Barrymore (1879–1959), actrice
- W. C. Fields (1880–1946), acteur

### 1881–1900

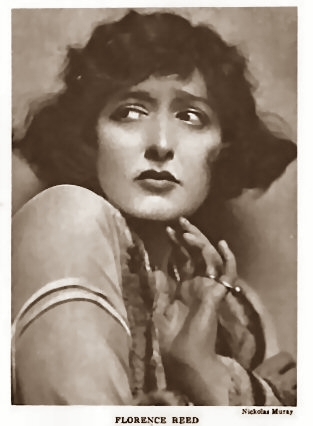
Florence Reed
(1883–1967)

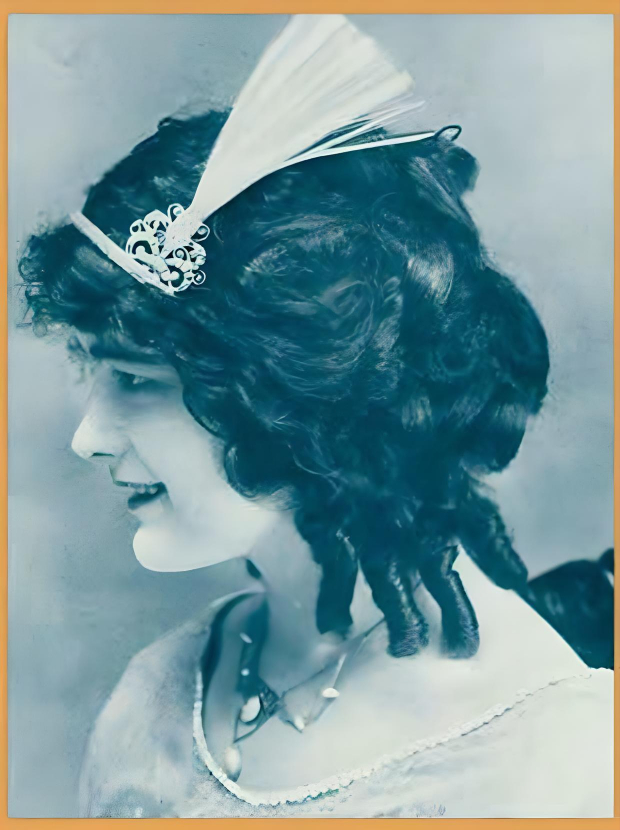
Vivian Rich
(1893–1957)

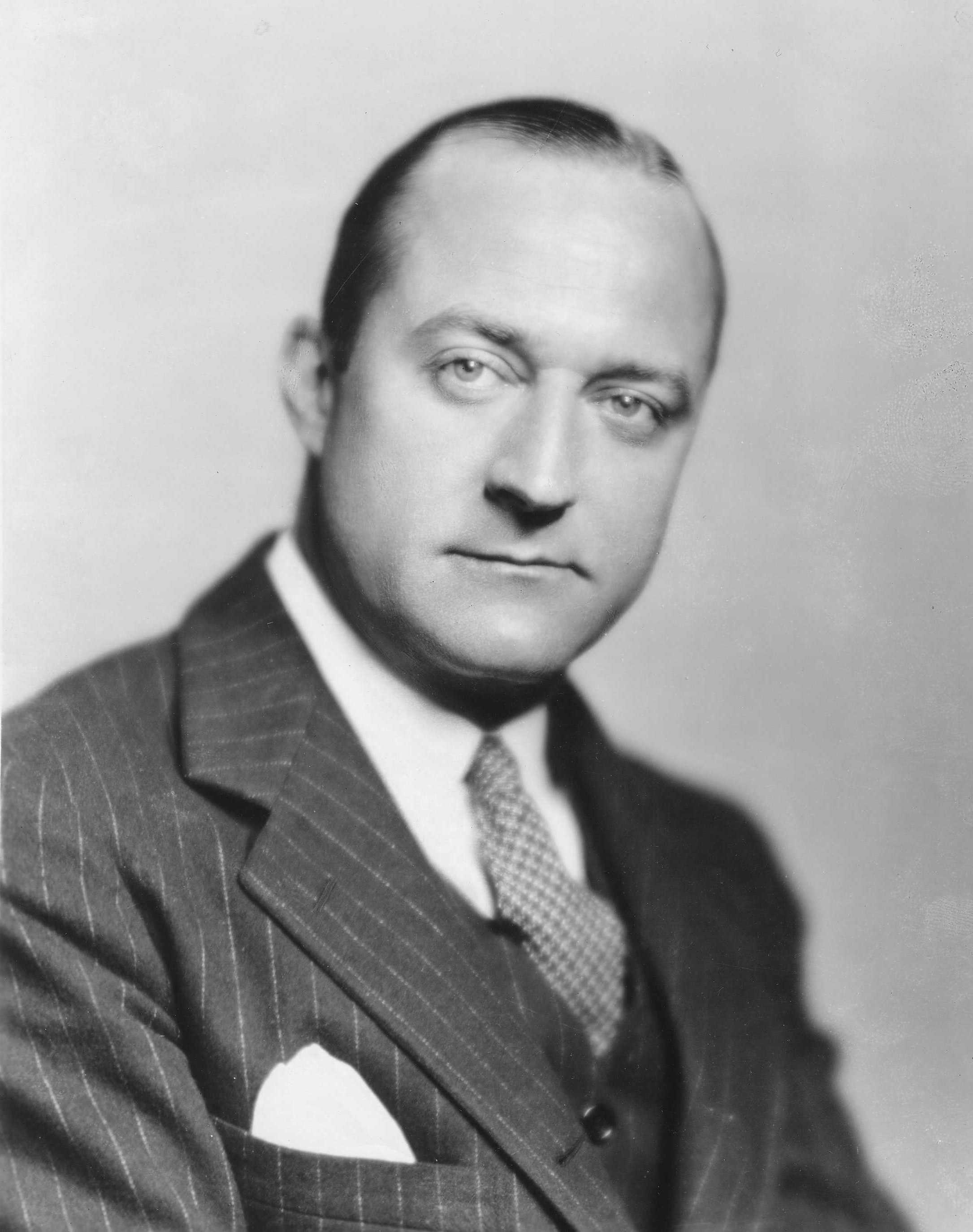
Henry Hazlitt
(1894–1993)

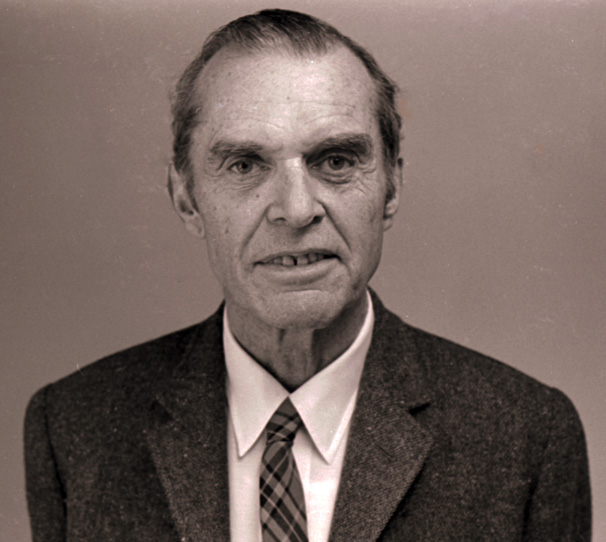
James Bond
(1900–1989)

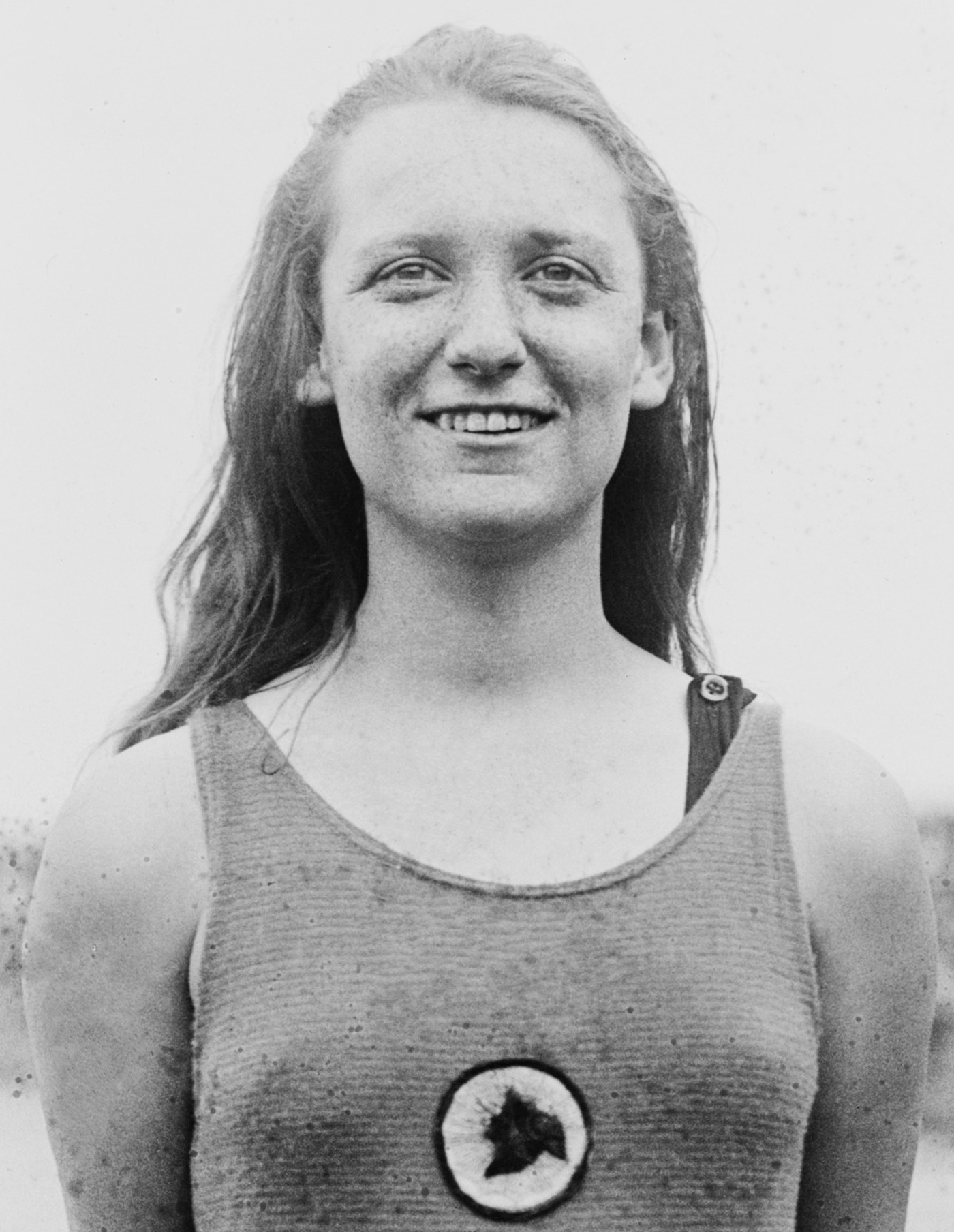
Irene Guest
(1900–1970)

- John Barrymore (1882–1942), acteur
- Lesley Ashburner (1883–1950), athlète
- Alice Middleton Boring (1883–1955), biologiste et zoologiste
- Florence Reed (1883–1967), actrice de théâtre et de cinéma
- Charles Sheeler (1883–1965), photographe et peintre
- Sam Wood (1883–1949), réalisateur
- T. Hayes Hunter (1884–1944), réalisateur, scénariste et producteur
- Leon Schlesinger (1884–1949), producteur
- Alain Locke (1885–1954), écrivain afro-américain
- Edwin Garrigues Boring (1886–1968), psychologue
- William Francis Gibbs (1886–1967), architecte naval
- Ed Wynn (1886–1966), acteur
- Luckey Roberts (1887–1968), musicien de jazz
- Joseph I. Breen (1888–1965), censeur
- Philip Francis Nowlan (1888–1940), auteur de science-fiction
- Duke Worne (1888–1933), acteur et réalisateur
- John L. Balderston (1889–1954), scénariste
- Carey Wilson (1889–1962), scénariste, acteur et producteur
- Douglas MacLean (1890–1967), acteur, scénariste et producteur
- Man Ray (1890–1976), peintre, photographe et réalisateur, acteur du dadaïsme à New York, puis du surréalisme à Paris
- Norman Whitaker (1890–1975), joueur d'échecs
- Ruth Plumly Thompson (1891–1976), écrivaine de livres de jeunesse
- Edmund Burns (1892–1980), acteur
- Elizabeth Hirsh Fleisher (1892–1975), architecte
- Don Lippincott (1893–1963), athlète
- Vivian Rich (1893–1957), actrice et scénariste
- Bill Tilden (1893–1953), joueur de tennis
- Stuart Davis (1894–1964), peintre
- Franz Federschmidt (1894–1956), rameur d'aviron
- Henry Hazlitt (1894–1993), philosophe, essayiste, économiste et journaliste libertarien
- Erich Federschmidt (1895–1962), rameur d'aviron
- Marian Anderson (1897–1993), contralto
- Mabel Ballin (1897–1958), actrice du cinéma muet
- Elaine Hammerstein (1897–1948), actrice du cinéma muet et de théâtre
- Alexander Calder (1898–1976), sculpteur et peintre
- James Bond (1900–1989), qui a donné son nom au célèbre agent secret au cinéma James Bond, ornithologue
- Irene Guest (1900–1970), nageuse

## XXesiècle

### 1901–1910

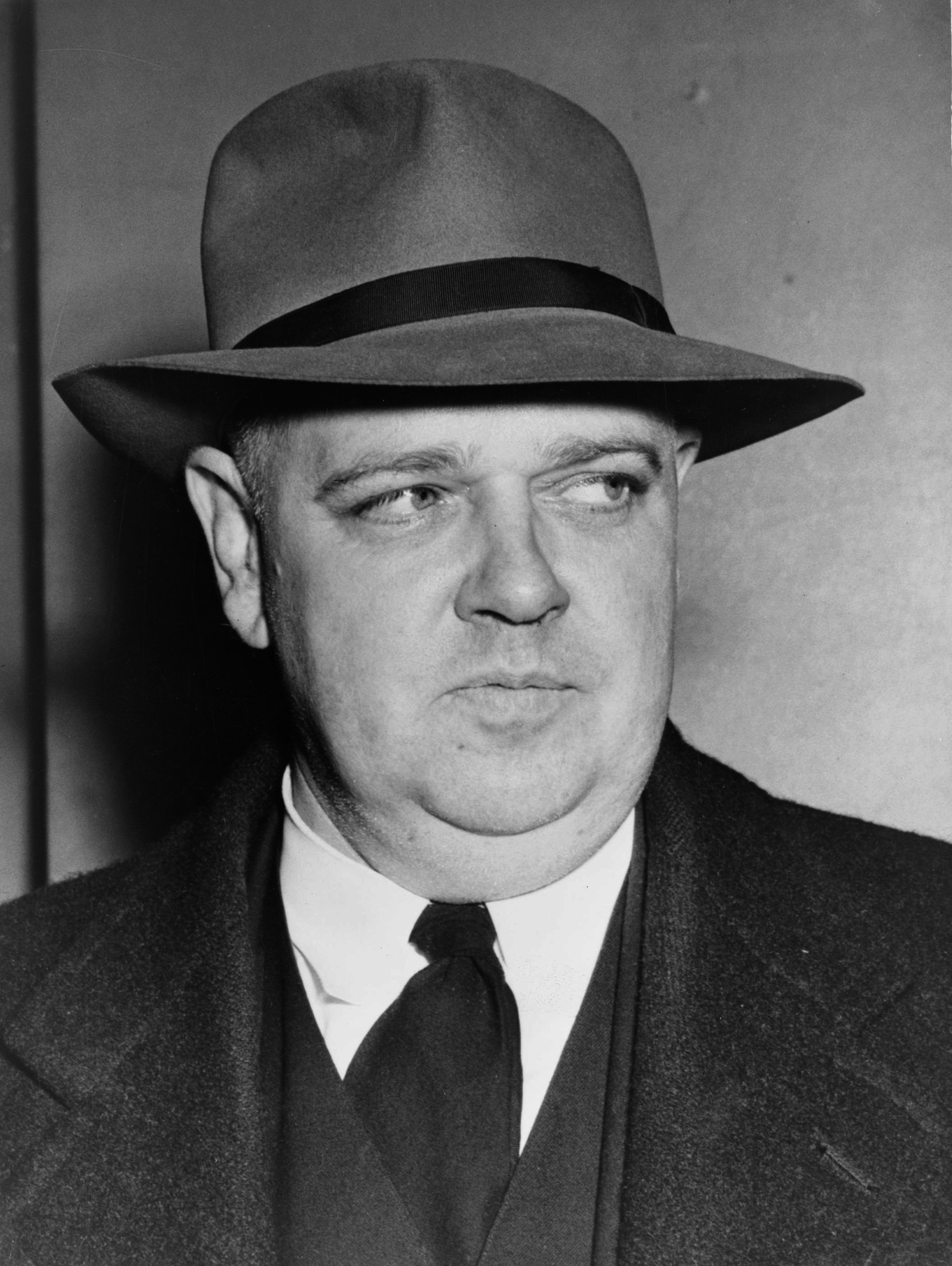
Whittaker Chambers
(1901–1961)

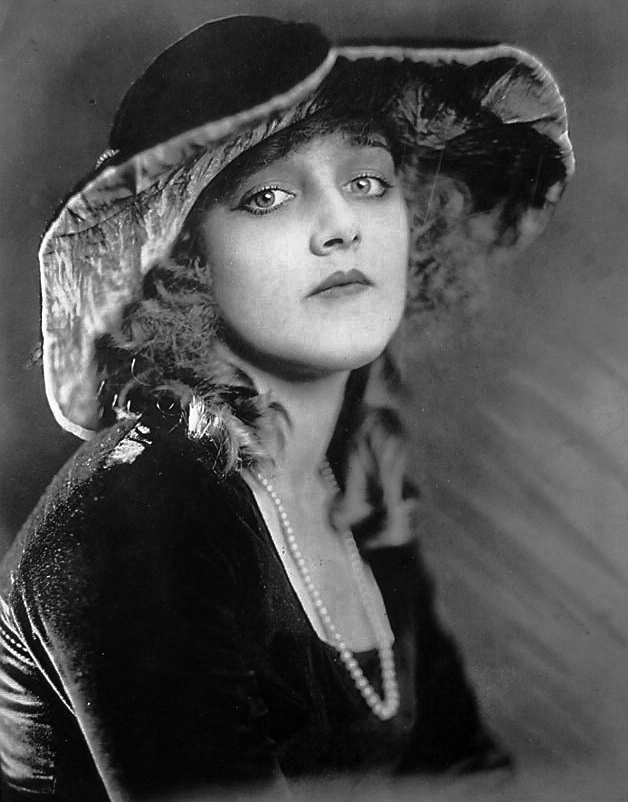
Mildred Davis
(1901–1969)

- Whittaker Chambers (1901–1961), écrivain et éditeur
- Mildred Davis (1901–1969), actrice du cinéma muet
- Margaret Mead (1901–1978), anthropologue
- John Tileston Edsall (1902–2002), scientifique
- Eddie Lang (1902–1933), guitariste de jazz
- Tommy Loughran (1902–1982), boxeur
- Geoffrey Mason (1902–1987), bobeur
- Elizabeth Becker-Pinkston (1903–1989), plongeuse
- Vittorio Giannini (1903–1966), compositeur de symphonies, d'opéras et de chants
- John Heysham Gibbon (1903–1973), chirurgien
- Jeanette MacDonald (1903–1965), chanteuse et actrice
- Charles McIlvaine (1903–1975), rameur d'aviron
- Marc Blitzstein (1905–1964), compositeur
- William Miller (1905–1985), rameur
- Jane Winton (1905–1959), danseuse, actrice, chanteuse d'opéra et écrivain
- Thomas S. Gates, Jr. (1906–1983), homme politique
- Janet Gaynor (1906–1984), actrice
- Thomas Carr (1907–1997), réalisateur et acteur
- Paul Douglas (1907–1959), acteur
- Bill Holland (1907–1984), pilote de course automobile
- Mary McShain (1907-1998) bienfaitrice
- Eddie Quillan (1907–1990), acteur
- John West Wells (1907–1994), paléontologue
- Robert Foulk (1908–1989), acteur
- Cyrus Gordon (1908–2001), chercheur, archéologue et linguiste
- Joseph Andorfer Ewan (1909–1999), botaniste
- Marion Martin (1909–1985), actrice
- Joseph Schauers (1909–1987), rameur d'aviron
- Robert Serber (1909–1997), physicien
- William H. Ziegler (1909–1977), monteur
- Bill Fiedler (1910–1985), joueur de football
- Al Harker (1910–2006), joueur de soccer

### 1911–1920

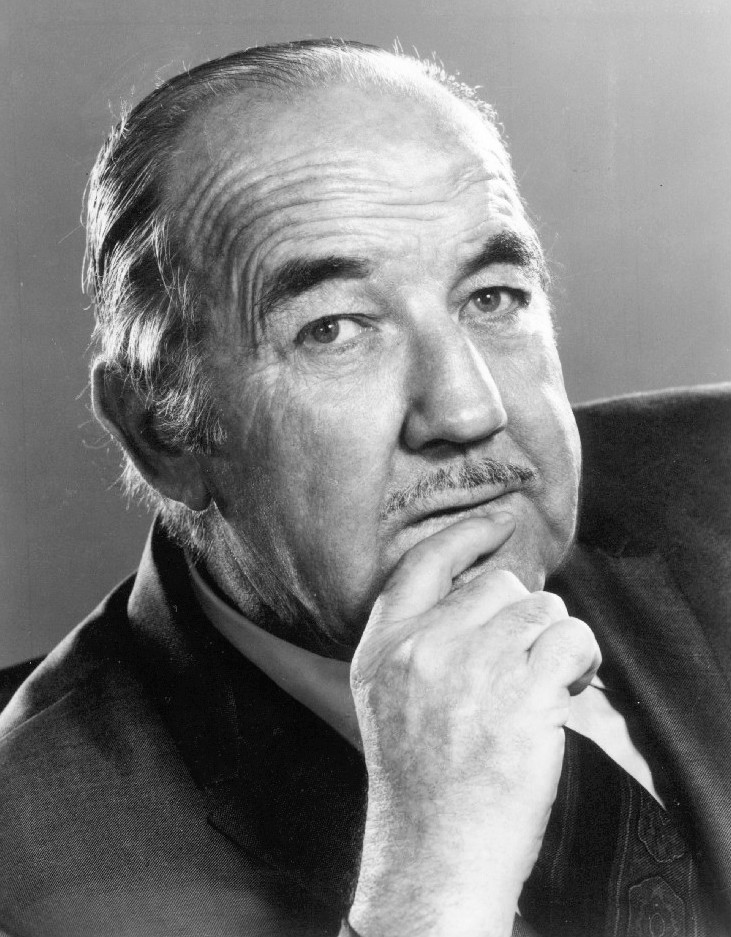
Broderick Crawford
(1911–1986)

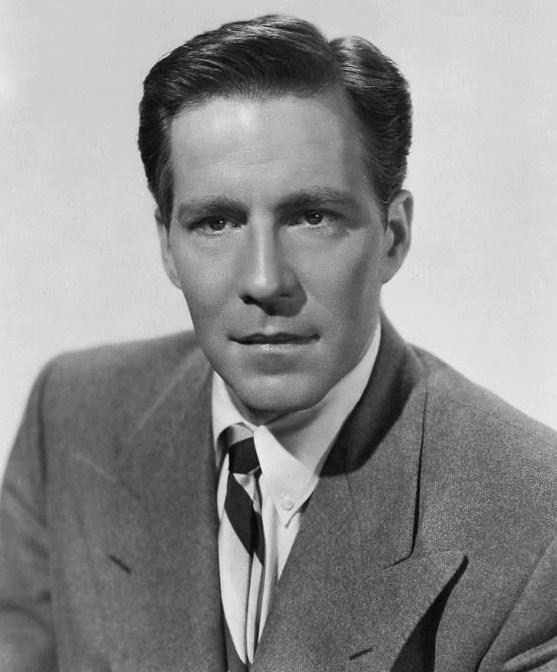
Hugh Marlowe
(1911–1982)

- Broderick Crawford (1911–1986), acteur
- Hugh Marlowe (1911–1982), acteur
- Rudy Bond (1912–1982), acteur
- Martin Gabel (1912–1986), acteur, réalisateur et producteur de cinéma
- C. West Churchman (1913–2004), philosophe et chercheur
- Richard Helms (1913–2002), haut fonctionnaire
- Walt Kelly (1913–1973), auteur de bandes dessinées
- Nedrick Young (1914–1968), acteur et scénariste
- Matt Guokas (1915–1993), joueur de basket-ball
- Billie Holiday (1915–1959), chanteuse de blues et de jazz
- David Goodis (1917–1967), romancier
- Betty Holberton (1917–2001), l'une des six programmatrices originelles de l'ENIAC, le premier ordinateur entièrement électronique construit pour être Turing-complet
- Clinton Rossiter (1917–1970), historien et politologue
- Angelo Musi (1918–2009), joueur de basket-ball
- Russell L. Ackoff (1919–2009), théoricien des organisations
- Dorothy Lavinia Brown (1919–2004), chirurgienne, politicienne et professeure
- John Eckert (1919–1995), pionnier de l'informatique
- Jean Vander Pyl (1919–1999), actrice
- Joseph Fitzmyer (1920–2016), bibliste et théologien
- Robert Leckie (1920–2001), écrivain
- Clara Schroth-Lomady (1920–2014), gymnaste

### 1921–1930

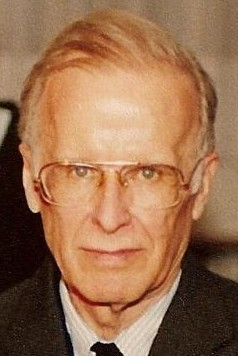
John Backus
(1924–2007)

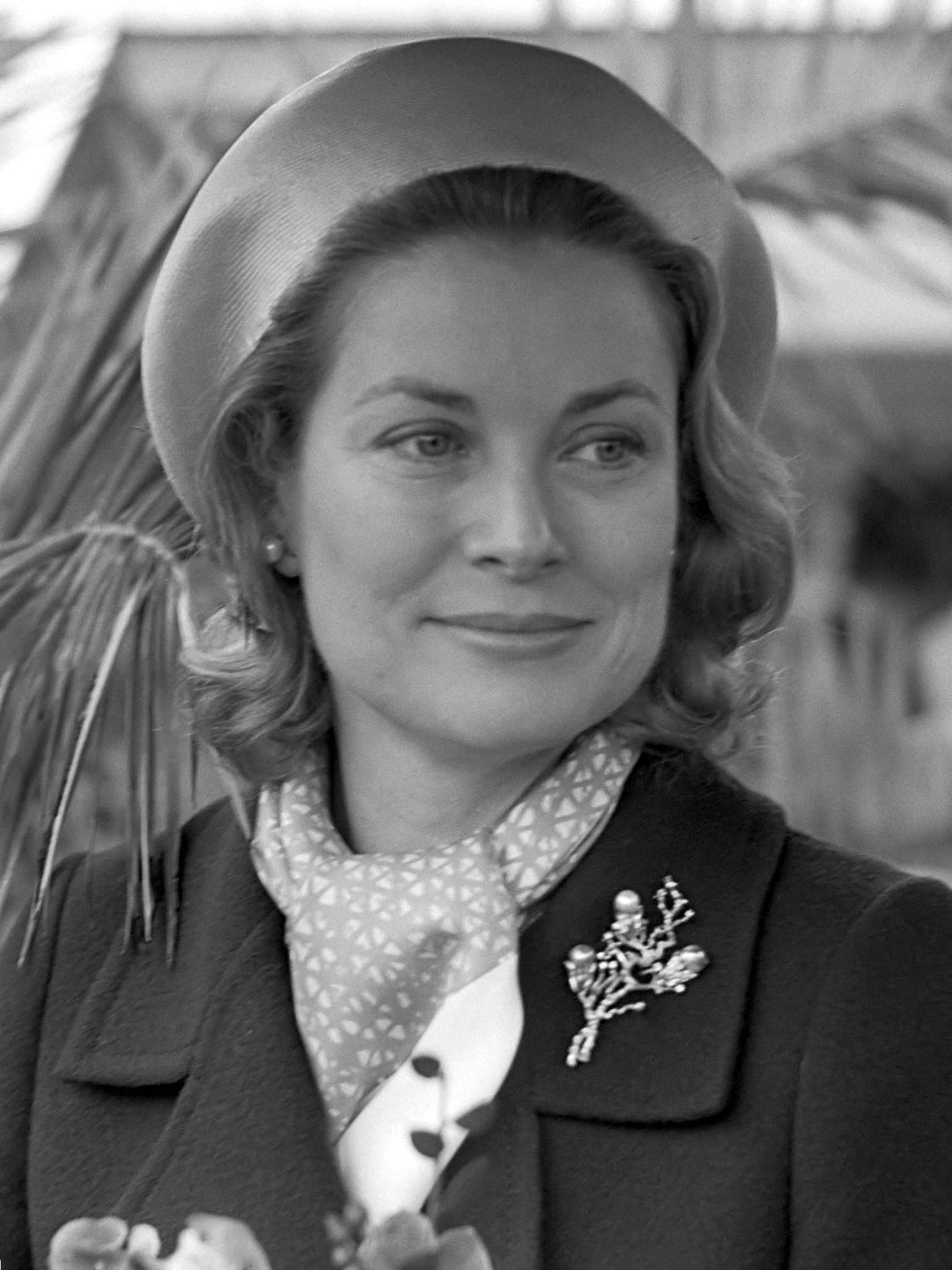
Grace Kelly
(1929–1982)

- Richard Deacon (1921–1984), acteur
- Angelo Dundee (1921–2012), entraineur de boxe anglaise
- Charles A. Ferguson (1921–1998), linguiste
- Mario Lanza (1921–1959), acteur et ténor
- Thomas Meehan III (1921–1944), officier américain, commandant de la Easy Company, mort le 6 juin 1944 pendant le débarquement de Normandie
- Charles W. Sandman Jr. (1921–1985), homme politique
- Ralph Shapey (1921–2002), compositeur et chef d'orchestre
- Sydney Walker (1921–1994), acteur
- Frances Marie Burke (1922–2017), Miss America 1940
- Grayson Hall (1922–1985), actrice
- Charles Semser (1922–2011) sculpteur; vivait en France
- Frances Spence (1922–2012), l'une des premières programmeuses pour l'ENIAC
- Richard Stankiewicz (1922–1983), artiste, principalement connu pour son travail de sculpteur
- Joseph Stefano (1922–2006), scénariste
- Nancy Walker (1922–1992), actrice et réalisatrice
- Paul Wendkos (1922–2009), producteur, réalisateur et scénariste
- Edward Heffron (1923–2013), soldat de l'US Army et vétéran de la Seconde Guerre mondiale
- Irvin Kershner (1923–2010), cinéaste et producteur
- Robert Perew (1923–1999), rameur d'aviron
- David Soyer (1923–2010), violoncelliste
- Paul Taylor (1923–2015), philosophe
- John Backus (1924–2007), informaticien
- Norman Fell (1924–1998), acteur
- Edward Herman (1925–2017), économiste
- Robert Venturi (1925–2018), architecte
- George Wetherill (1925–2006), physicien, professeur et directeur scientifique
- William Wharton (1925–2008), écrivain
- Joshua Fishman (1926–2015), sociolinguiste
- David Tudor (1926–1996), pianiste et compositeur de musique expérimentale
- Joseph Verdeur (1926–1991), nageur
- Walter Bahr (1927–2018), joueur de football
- Abby Mann (1927–2008), scénariste
- Al Martino (1927–2009), chanteur et acteur
- John Rauch (1927–2008), joueur et entraîneur de football américain
- Red Rodney (1927–1994), trompettiste de jazz
- William Gardner Smith (1927–1974), journaliste et écrivain afro-américain
- Noam Chomsky (né en 1928), professeur émérite de linguistique au Massachusetts Institute of Technology
- Eddie Fisher (1928–2010), chanteur et acteur
- Chuck Barris (1929–2017), producteur de télévision
- Amar Bose (1929–2013), homme d'affaires et un universitaire
- George Dempsey (1929–2017), joueur de basket-ball
- Grace Kelly (1929–1982), actrice et princesse de Monaco
- Edith Windsor (1929–2017), militante des droits LGBT
- Jimmy Woode (1929–2005), contrebassiste et compositeur de jazz
- Frank Albert Cotton (1930–2007), chimiste inorganicien
- Herbert Scarf (1930–2015), économiste
- Frank Shakespeare (né en 1930), rameur d'aviron

### 1931–1940

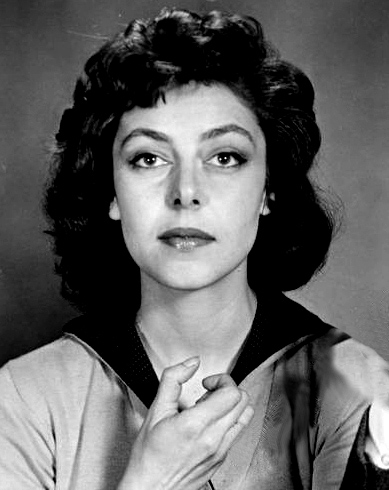
Elaine May
(1932)

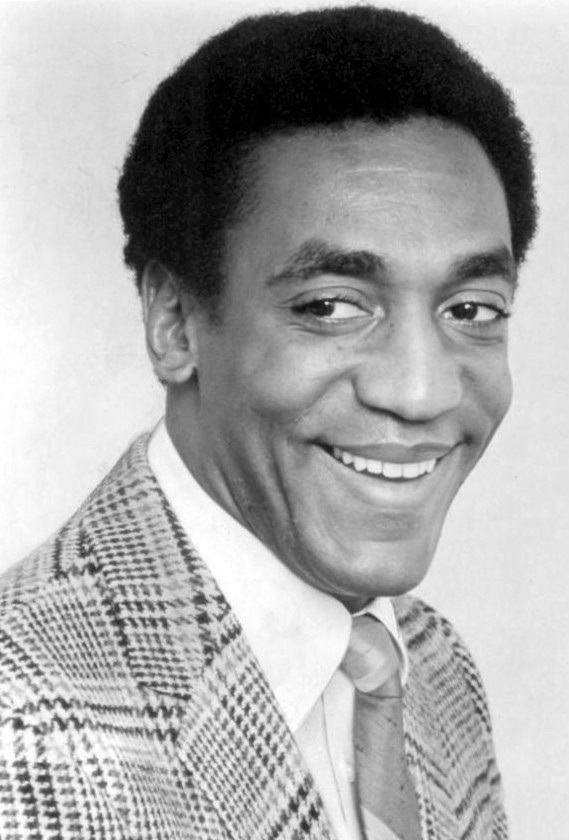
Bill Cosby
(1937)

- Ernie Beck (né en 1931), joueur de basket-ball
- Israel Charny (né en 1931), historien
- Lorraine Ellison (1931–1983), chanteuse de soul
- Herbert Wilf (1931–2012), mathématicien
- Ben Bova (né en 1932), journaliste, éditeur et écrivain de science-fiction
- Paul R. Ehrlich (né en 1932), biologiste
- Richard Lester (né en 1932), réalisateur
- Jerome Lowenthal (né en 1932), pianiste classique
- Elaine May (née en 1932), actrice, réalisatrice et scénariste
- Jackie Moore (né en 1932), joueur de basket-ball
- Jimmy Bond (1933–2012), contrebassiste et bassiste de jazz
- William Link (né en 1933), écrivain, scénariste, producteur de télévision et acteur
- John Ore (1933–2014), contrebassiste de jazz
- Joe Belmont (1934–2019), joueur et entraîneur de basket-ball
- Richard Levinson (1934–1987), écrivain, scénariste et producteur
- Billy Paul (né en 1934), chanteur de Soul
- Shirley Scott (1934–2002), musicienne, organiste de hard bop et de soul jazz
- Howard Temin (1934–1994), biologiste moléculaire
- Jules Bass (né en 1935), producteur, réalisateur et compositeur
- Michael Callan (né en 1935), acteur
- Hal Lear (1935–2016), joueur de basket-ball
- Jack McDevitt (né en 1935), écrivain de science-fiction
- Guy Rodgers (1935–2001), joueur de basket-ball
- Bobby Timmons (1935–1974), pianiste, vibraphoniste1 et compositeur de jazz
- Skip Barber (né en 1936), pilote automobile
- David Brenner (1936–2014), acteur, scénariste et humoriste de stand-up
- Wilt Chamberlain (1936–1999), fut l'un des plus grands joueurs de basket-ball de l'histoire
- James Darren (né en 1936), acteur, réalisateur et chanteur
- George Harry Heilmeier (1936–2014), ingénieur et homme d'affaires
- Walter E. Williams (né en 1936), économiste
- Bill Cosby (né en 1937), acteur, producteur, scénariste, compositeur et réalisateur
- Bobby Durham (1937–2008), musicien de jazz
- John Richter (1937–1983), joueur de basket-ball
- Lee Morgan (1938–1972), trompettiste de hard bop
- Herb Adderley (né en 1939), joueur de football américain
- Louise Fishman (née en 1939), peintre féministe et lesbienne
- Oscar Goodman (né en 1939), maire de Las Vegas depuis 1999
- Paul Westhead (né en 1939), entraîneur de basket-ball de WNBA
- Frank Wolf (né en 1939), homme politique
- Frankie Avalon (né en 1940), Chanteur, Acteur.
- Ira Einhorn (né en 1940), militant hippie d'extrême gauche et gourou des années 1960 et 1970
- Connie Mack III (né en 1940), homme politique

### 1941–1950

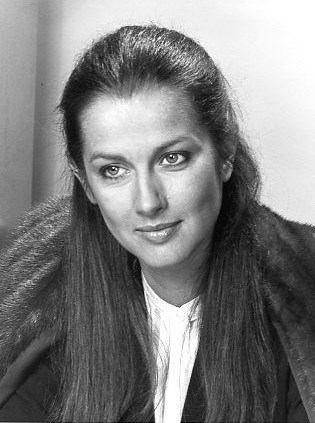
Veronica Hamel
(1943)

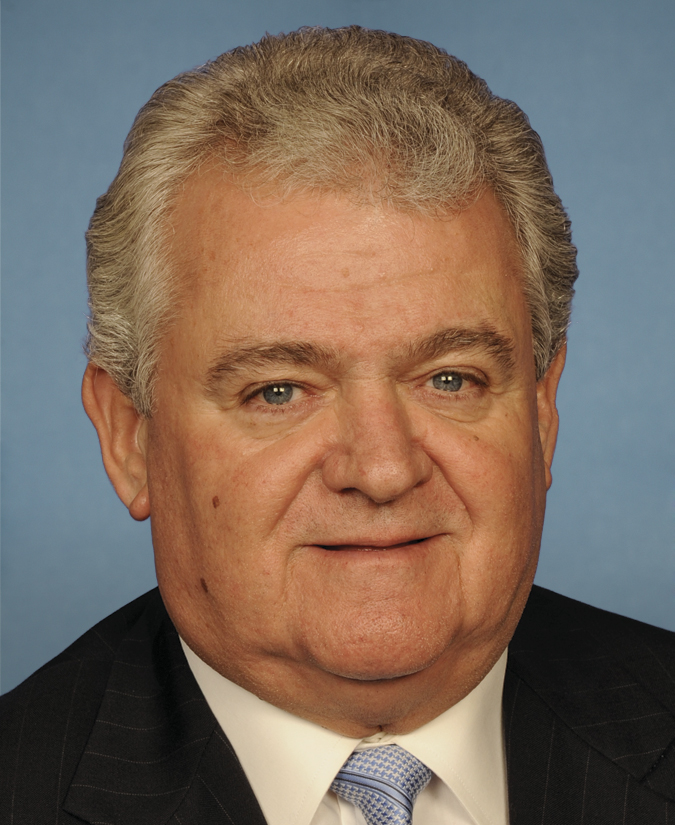
Bob Brady
(1945)

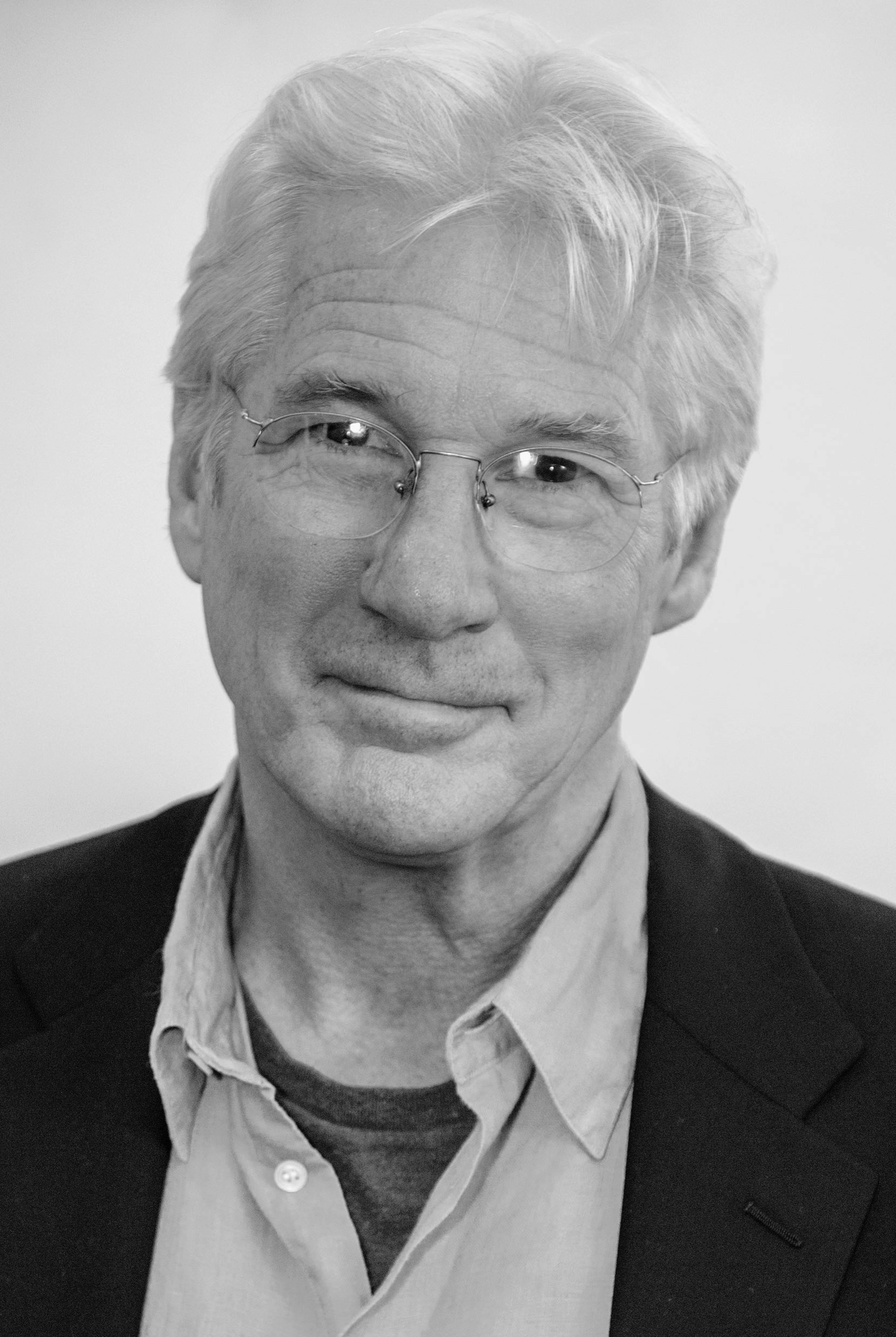
Richard Gere
(1949)

- Joe Renzetti (né en 1941), compositeur de musiques de films
- K. Barry Sharpless (né en 1941), chimiste
- Joseph Hooton Taylor (né en 1941), astrophysicien
- Bobby Rydell (né en 1942) Chanteur, Acteur.
- Guion Bluford (né en 1942), colonel de l'U.S.A.F, ingénieur et premier astronaute afro-américain
- Joseph Felsenstein (né en 1942), phylogénéticien et biologiste de l'évolution
- John Lehman (né en 1942), banquier d'investissement et écrivain
- Stephen Macht (né en 1942), acteur
- Willie Alexander (né en 1943), chanteur et clavieriste
- Fabian Forte (né en 1943) Chanteur, Acteur.

- Lucy Lee Flippin (née en 1943), actrice
- Kenny Barron (né en 1943), pianiste de jazz
- Toni Basil (née en 1943), chorégraphe, chanteuse, compositrice, musicienne, actrice et réalisatrice
- Jim Croce (1943–1973), chanteur, compositeur et guitariste
- Veronica Hamel (née en 1943), actrice et une mannequin
- Laraaji (né en 1943), multi-instrumentiste
- Holland Taylor (née en 1943), actrice
- Michael Buffer (né en 1944), célèbre speaker annonçant les matchs de boxe et de catch
- Mitchell Feigenbaum (1944–2019), physicien théoricien
- Joe Frazier (1944–2011), ancien boxeur professionnel, champion du monde des poids lourds. Né à Baufort mais ayant vécu la majeure partie de sa vie à Philadelphie.
- Patti LaBelle (née en 1944), chanteuse et actrice
- Pat Martino (né en 1944), guitariste et compositeur de jazz
- Bill Melchionni (né en 1944), joueur de basket-ball
- James Wallington (1944–1988), boxeur
- Henry Bean (né en 1945), scénariste, réalisateur, producteur et acteur
- Bob Brady (né en 1945), homme politique
- Fred Carter (né en 1945), joueur et entraîneur de basket-ball
- Dee Dee Sharp (née en 1945), chanteuse américaine de rhythm and blues
- Jack Sholder (né en 1945), réalisateur
- Gail Zappa (1945–2015), l'épouse du musicien et compositeur Frank Zappa (1940–1993)
- Frankie Beverly (né en 1946), chanteur, producteur de disques et compositeur
- Bruce Davison (né en 1946), acteur, producteur et réalisateur
- Jack Kehler (né en 1946), acteur
- Marsha Hunt (née en 1946), actrice, romancière, chanteuse et mannequin américaine
- John Morgan (né en 1946), mathématicien
- Ervin Hall (né en 1947), athlète
- Marion Ramsey (né en 1947) actrice américaine
- Steven E. de Souza (né en 1947), producteur, réalisateur et scénariste
- David E. Stone (né en 1947), monteur son
- Larry Bishop (né en 1948), scénariste, acteur et réalisateur
- James Rebhorn (1948–2014), acteur
- Todd Rundgren (né en 1948), musicien et producteur
- Jimmy Young (1948–2005), boxeur
- Tom Corbett (né en 1949), homme politique
- Wilhelmenia Wiggins Fernandez (née en 1949), soprano
- Richard Gere (né en 1949), acteur et producteur
- Phyllis Hyman (1949–1995), chanteuse de Soul, Rnb
- Richard Shusterman (né en 1949), philosophe
- Anne Spielberg (née en 1949), scénariste et productrice, nommée aux Oscars, sœur de Steven Spielberg
- Ellie Daniel (née en 1950), nageuse
- Douglas Lenat (né en 1950), directeur de la compagnie Cycorp
- Steve McCurry (né en 1950), photographe
- Hugh McDonald (né en 1950), musicien
- Teddy Pendergrass (1950–2010), chanteur soul
- Jon Polito (1950–2016), acteur
- Martha Schwartz (née en 1950), paysagiste et artiste

### 1951–1960

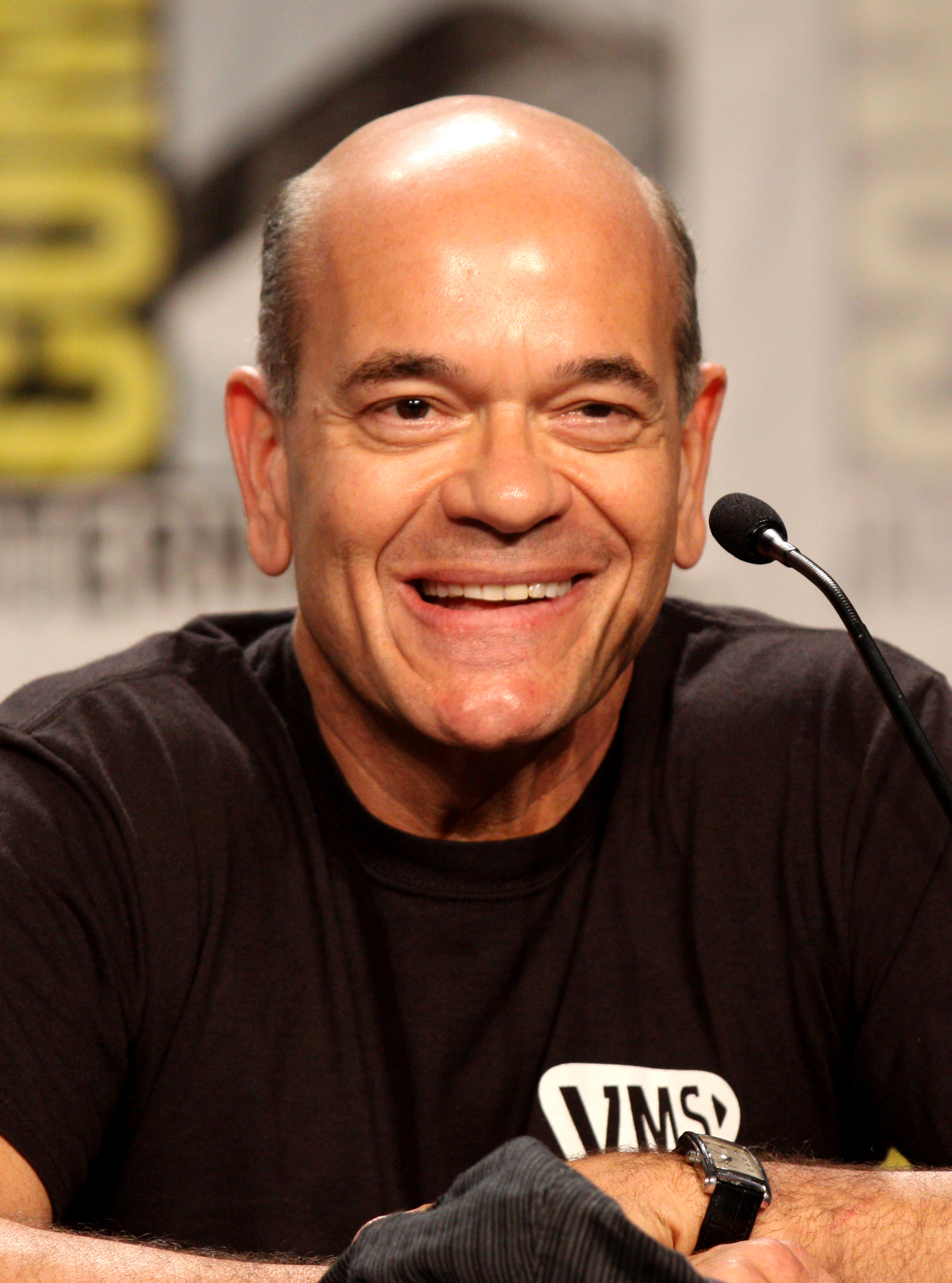
Robert Picardo
(1953)

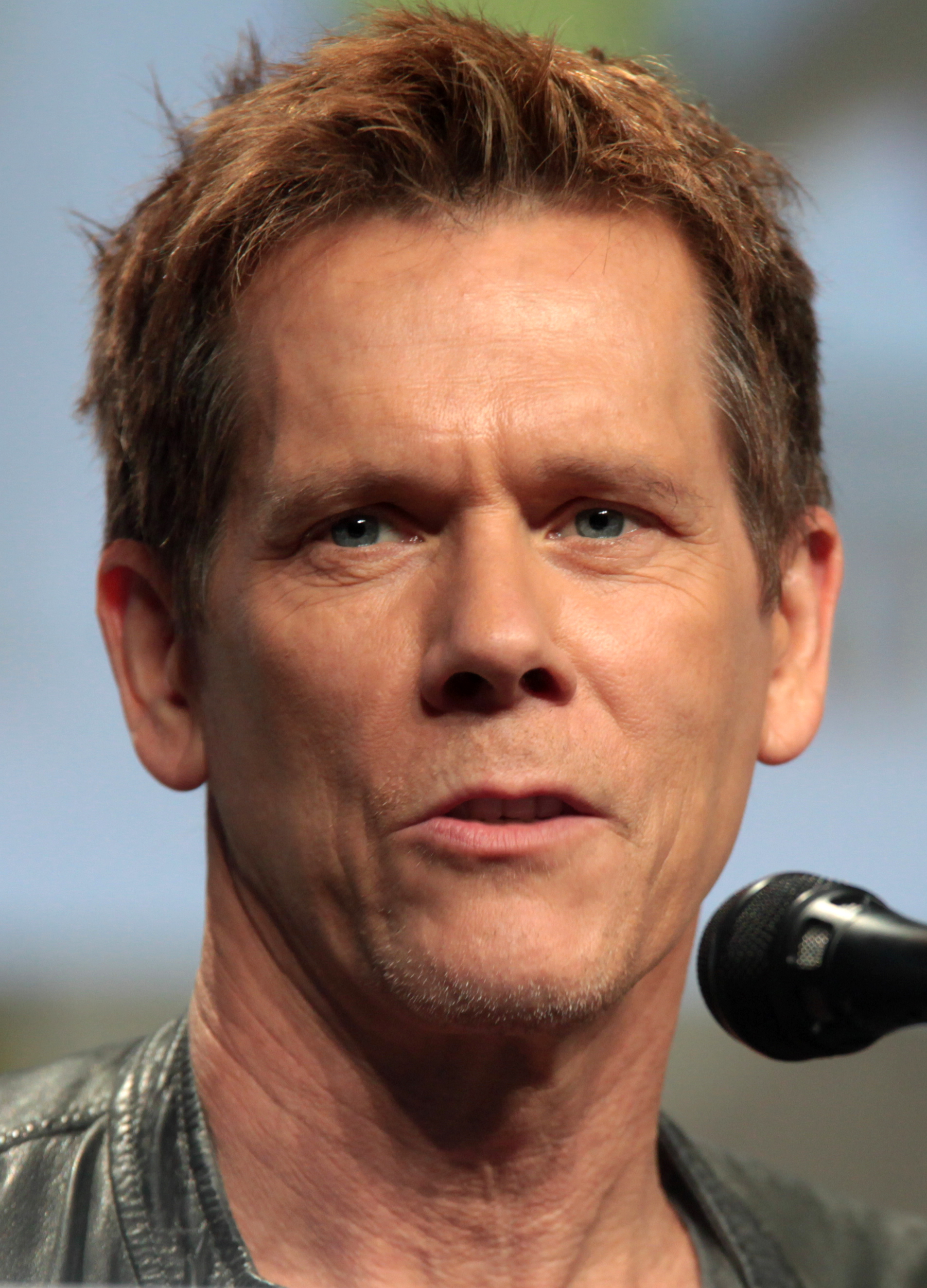
Kevin Bacon
(1958)

- Stanley Clarke (né en 1951), musicien
- Joey Crawford (né en 1951), arbitre de la NBA
- Alphonso Johnson (né en 1951), bassiste
- Chris Knopf (né en 1951), écrivain
- Steven Levy (né en 1951), spécialiste et journaliste dans le domaine de l'informatique
- John Cappelletti (né en 1952), joueur de football américain
- Marshall Herskovitz (né en 1952), producteur, scénariste et réalisateur de cinéma et de télévision
- Melanie Mayron (née en 1952), actrice, productrice, réalisatrice et scénariste
- Jim O'Brien (né en 1952), entraîneur de basket-ball
- Susan Seidelman (née en 1952), réalisatrice, productrice, scénariste, actrice et monteuse
- Robert Espeseth (né en 1953), rameur d'aviron
- Andy Hertzfeld (né en 1953), un des membres de l'équipe de développement du projet Macintosh durant les années 1980
- Robert Picardo (né en 1953), acteur et scénariste
- Robert Trebor (né en 1953), acteur et réalisateur
- Mumia Abu-Jamal (né en 1954), journaliste et militant afro-américain
- Joseph Beam (1954-1988), journaliste et militant afro-américain pour les droits LGBT.
- Joe Bryant (né en 1954), joueur professionnel de basket-ball
- Dwight Evans (né en 1954), homme politique
- Michael Harris (né en 1954), mathématicien
- Glen Keane (né en 1954), animateur, auteur, illustrateur et réalisateur
- Eddie Rouse (1954–2014), acteur
- Andrew M. Allen (né en 1955), astronaute
- Andy Breckman (né en 1955), producteur, scénariste, chanteur de folk
- Dennis Christopher (né en 1955), acteur
- Howard Lassoff (1955–2013), joueur de basket-ball
- Gerald Veasley (né en 1955), bassiste de jazz
- Thomas G. Waites (né en 1955), acteur
- Donna Butterworth (1956–2018), actrice et artiste
- Michael Connelly (né en 1956), écrivain de romans policiers
- Chaka Fattah (né en 1956), homme politique
- Bob Saget (né en 1956), acteur, réalisateur, scénariste, producteur et monteur
- Joni Sledge (1956–2017), chanteuse
- Kevin Eubanks (né en 1957), compositeur et guitariste de jazz
- Scott J. Horowitz (né en 1957), astronaute
- George Howard (1957–1998), saxophoniste de jazz
- Michael Nutter (né en 1957), homme politique, maire de Philadelphie de 2008 à 2016
- Tim Witherspoon (né en 1957), boxeur
- Kevin Bacon (né en 1958), acteur
- Michael Brooks (1958–2016), joueur de basket-ball
- Julia Wolfe (née en 1958), compositrice
- Gene Banks (né en 1959), joueur de basket-ball
- Danny Bonaduce (né en 1959), acteur
- Lee Daniels (né en 1959), producteur, réalisateur, scénariste et acteur
- Pamela Fryman (née en 1959), réalisatrice et productrice de sitcom
- Carol Goodman (née en 1959), femmes de lettres
- Charles M. Lieber (né en 1959), chimiste
- Brian L. Roberts (né en 1959), homme d'affaires et le PDG de Comcast
- Kathy Sledge (née en 1959), chanteuse
- Thomas F. Wilson (né en 1959), acteur
- Jeff Bergman (né en 1960), acteur, spécialisé dans le doublage des voix
- Gia Carangi (1960–1986), mannequin
- Linda Fiorentino (née en 1960), actrice
- David Miscavige (né en 1960), dirigeant actuel de la scientologie
- Wallace Roney (né en 1960), trompettiste de jazz
- Neil Shubin (né en 1960), paléontologue et vulgarisateur

### 1961–1970

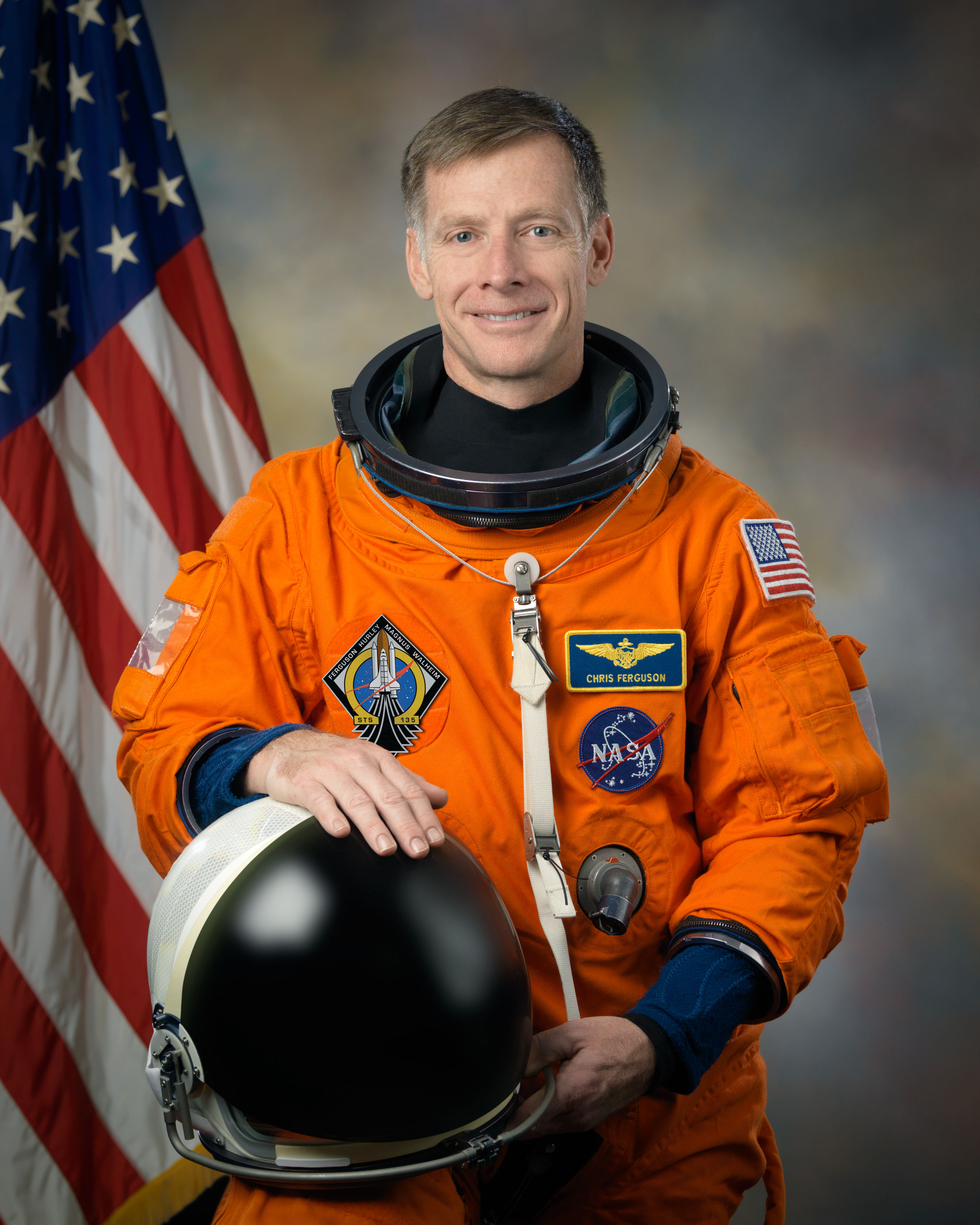
Christopher Ferguson
(1961)

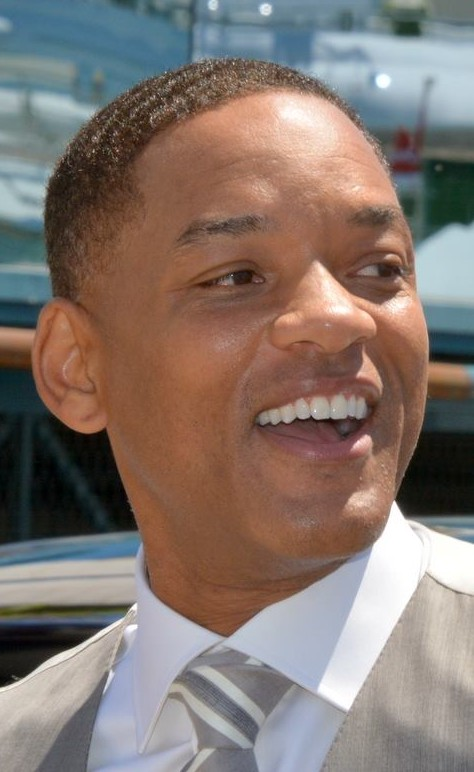
Will Smith
(1968)

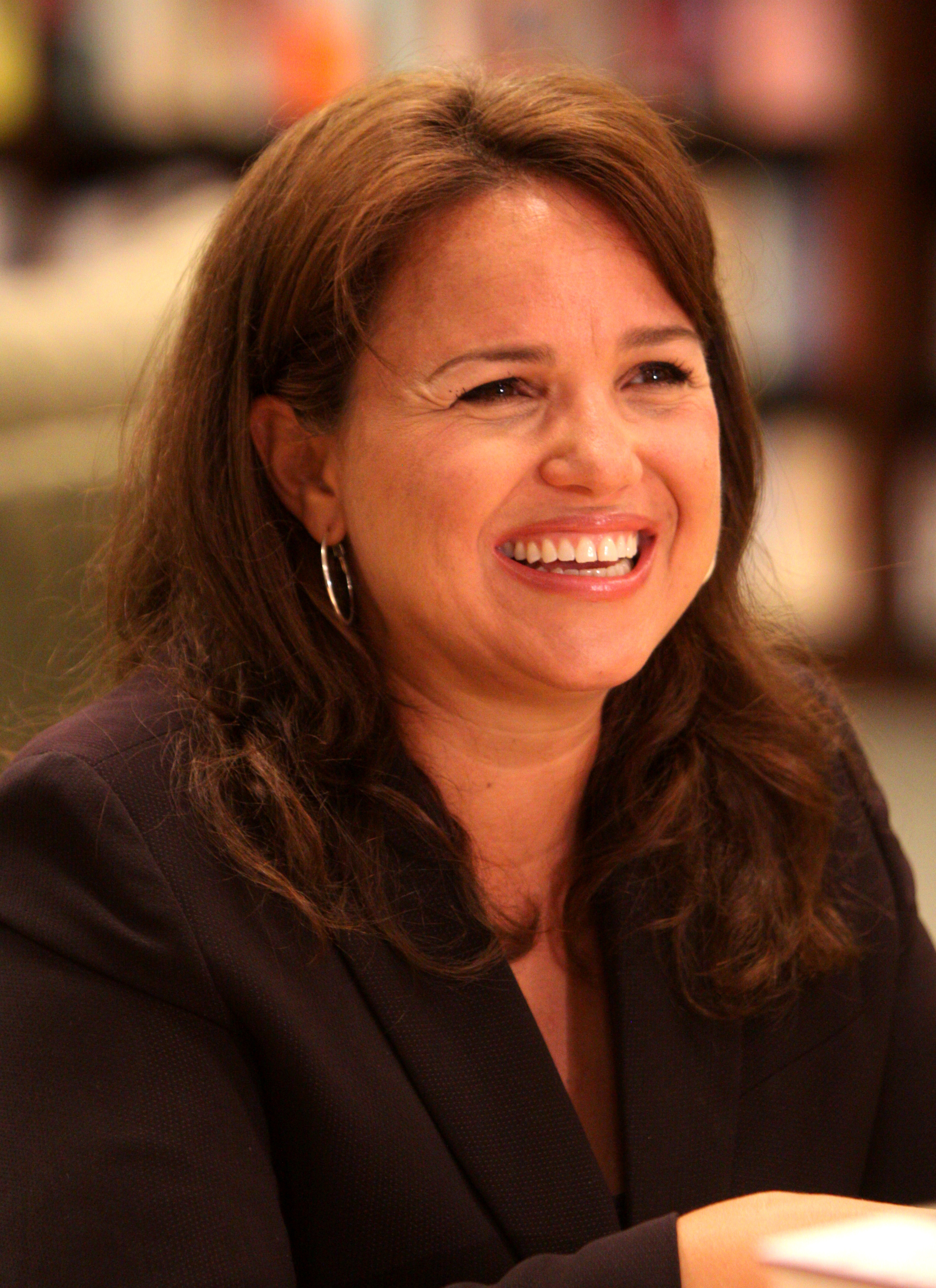
Christine O'Donnell
(1969)

- Kim Delaney (née en 1961), actrice et productrice
- Christopher Ferguson (né en 1961), astronaute de la NASA
- Robert Hines (né en 1961), boxeur
- Paul McCrane (né en 1961), acteur et réalisateur
- Mark Adamo (né en 1962), librettiste et compositeur
- Tony Costner (né en 1962), joueur de basket-ball
- Gail Ann Dorsey (née en 1962), artiste de rock
- Nathaniel Kahn (né en 1962), réalisateur, producteur et scénariste de cinéma et télévision
- H. R. McMaster (né en 1962), militaire
- Michael Wilder (né en 1962), joueur d'échecs et un avocat d'affaires
- Mike Fitzpatrick (1963–2020), homme politique
- Richard Garfield (né en 1963), créateur du jeu de cartes à jouer et à collectionner Magic the Gathering
- Paul Hipp (né en 1963), acteur
- Mike Powell (né en 1963), athlète
- The Sandman (né en 1963), catcheur professionnel
- Kate Flannery (née en 1964), actrice
- Kim Gallagher (1964–2002), athlète
- John Fox (né en 1965), joueur de basket-ball
- Rich Gannon (né en 1965), joueur de Football américain
- Deborah Harkness (née en 1965), universitaire et romancière
- Bernard Hopkins (né en 1965), boxeur
- John Laurinaitis (né en 1965), catcheur
- Michael Anderson (né en 1966), joueur de basket-ball
- Gerald Levert (1966–2006), chanteur, auteur-compositeur et producteur de R&B
- Pooh Richardson (né en 1966), joueur de basket-ball de NBA
- Meldrick Taylor (né en 1966), boxeur
- Paul Graham (né en 1967), joueur de basket-ball
- Edna Campbell (née en 1968), joueuse de basket-ball
- Jennifer Lynch (née en 1968), réalisatrice et scénariste
- Adam McKay (né en 1968), réalisateur, scénariste et acteur
- Will Smith (né en 1968), acteur, producteur de cinéma et chanteur de hip-hop
- Larry Stewart (né en 1968), joueur de basket-ball
- Tatiana (née en 1968), chanteuse et actrice mexicaine
- Tom Warburton (né en 1968), réalisateur, scénariste et producteur de télévision
- Erik Williams (né en 1968), joueur de football américain
- Andrew Bryniarski (né en 1969), acteur et producteur
- Erin Hartwell (né en 1969), coureur cycliste
- Christine O'Donnell (née en 1969), femme politique
- Andrew Kosove (né en 1970), producteur
- Kurt Rosenwinkel (né en 1970), guitariste et compositeur de jazz
- Daniel Spielman (né en 1970), professeur de mathématiques appliquées et d'informatique appliquée à l'université Yale
- Dawn Staley (née en 1970), joueuse et entraineuse de basket-ball
- Josh Wink (né en 1970), disc jockey et producteur de musique électronique
- Randy Woods (né en 1970), joueur de basket-ball

### 1971–1980

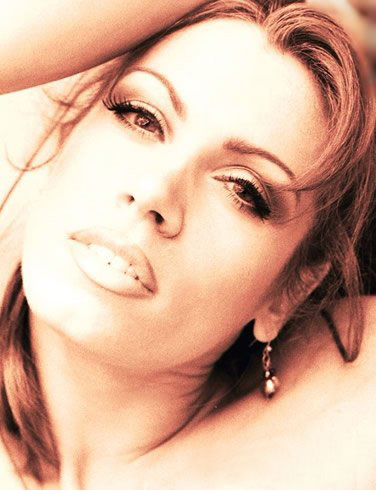
April Hunter
(1974)

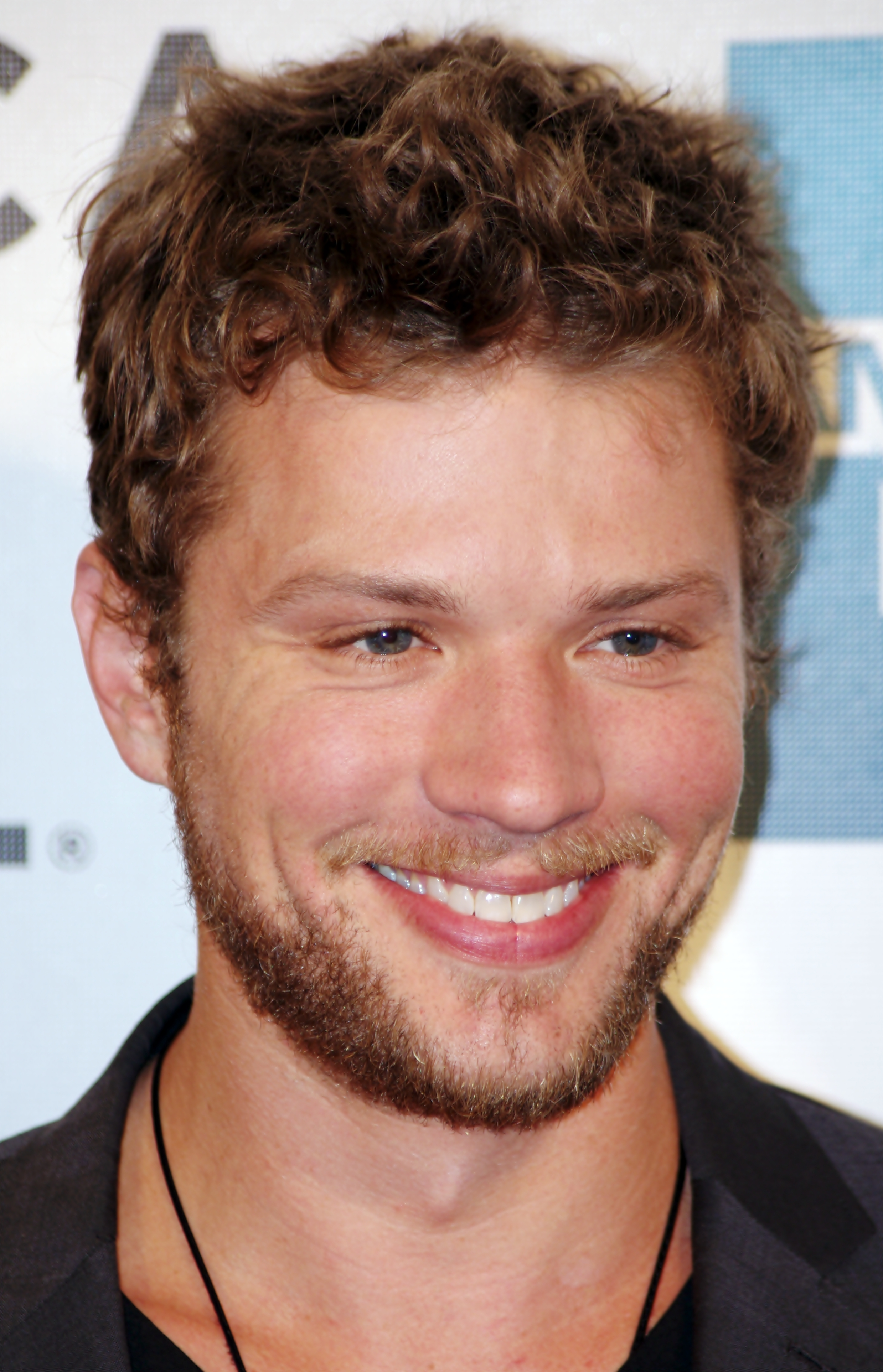
Ryan Phillippe
(1974)

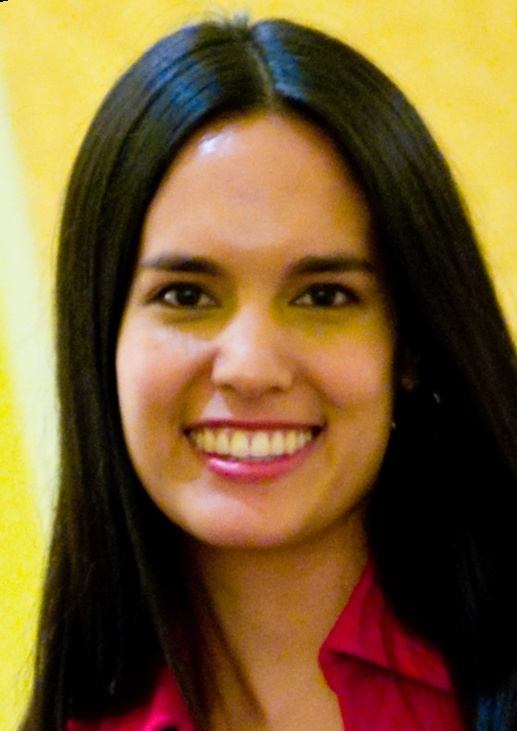
Kristie Lu Stout
(1974)

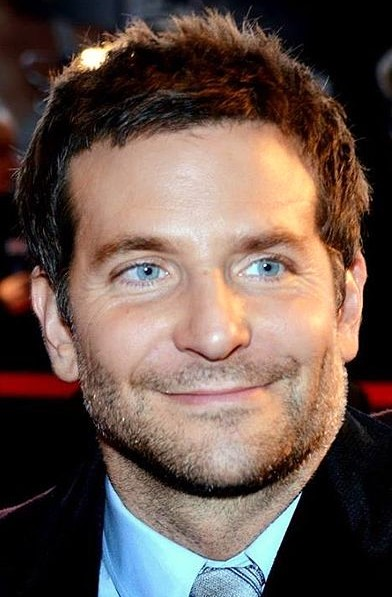
Bradley Cooper
(1975)

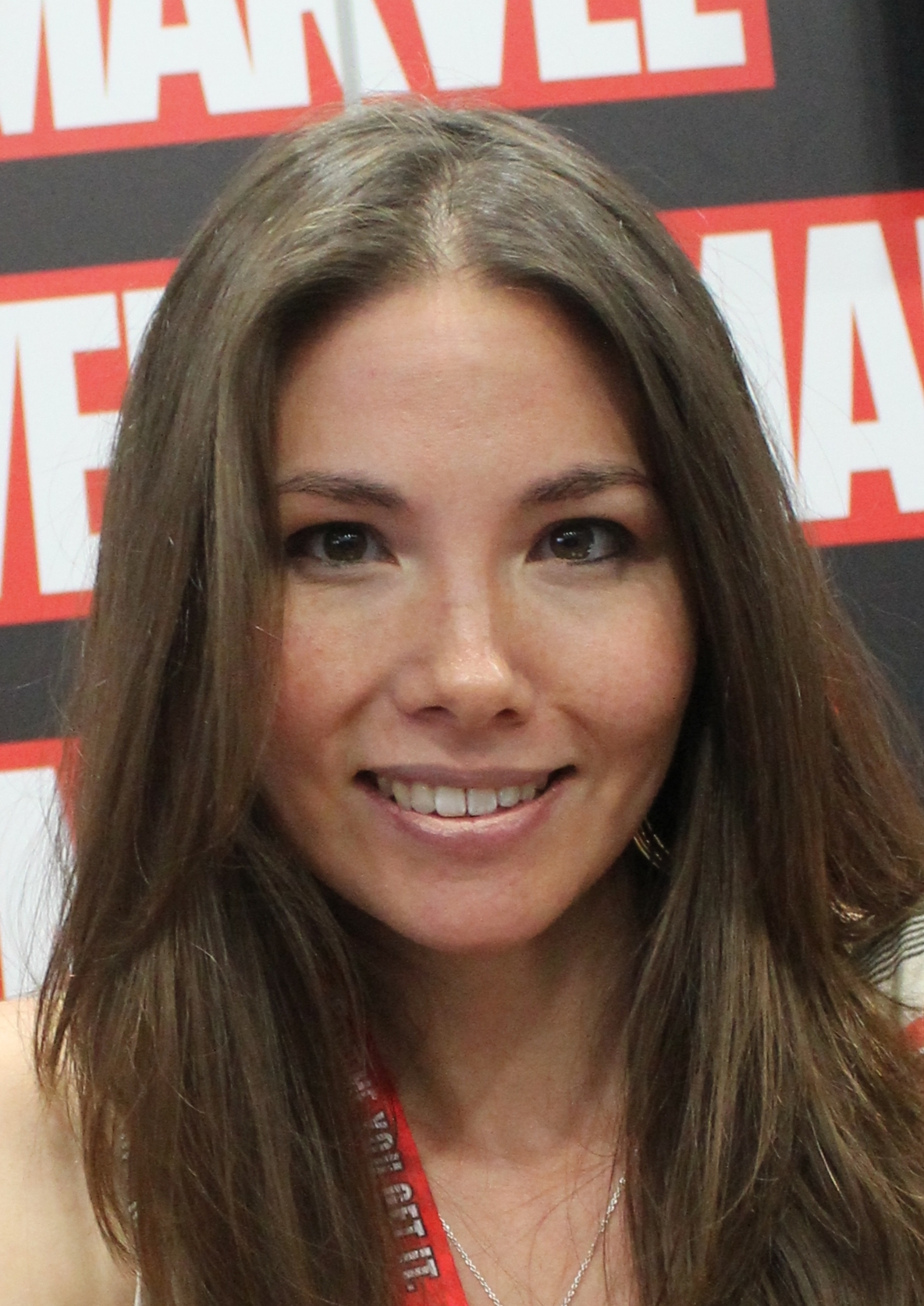
Marjorie Liu
(1979)

- Monica Calhoun (née en 1971), actrice
- Rebecca Creskoff (née en 1971), actrice
- Lisa Lopes (1971–2002), rappeuse, chanteuse, parolière et actrice
- Jay Mehler (né en 1971), guitariste
- Questlove (né en 1971), batteur, DJ, journaliste de presse musicale et producteur de musique
- Stevie Richards (né en 1971), catcheur professionnel
- Black Thought (né en 1971), rappeur et acteur
- Daniel Traub (né en 1971), photographe et cinéaste
- Marvin Harrison (né en 1972), joueur de football américain
- Kurupt (né en 1972), rappeur
- Aaron McKie (né en 1972), joueur de basket-ball
- Telo Rinpoché (né en 1972), chef spirituel du bouddhisme tibétain du peuple mongol kalmouk
- Josh Singer (né en 1972), scénariste et producteur
- LaMont Smith (né en 1972), athlète
- Eddie George (né en 1973), joueur de football américain
- Ari Hoenig (né en 1973), batteur de jazz
- Patrick J. Murphy (né en 1973), militaire et homme politique
- Fred Raskin (né en 1973), monteur
- Maurice Whitfield (né en 1973), joueur de basket-ball
- Charli Baltimore (née en 1974), rappeuse, chanteuse et actrice
- April Hunter (née en 1974), catcheuse
- Jason Lawson (né en 1974), joueur de basket-ball
- Joe Madureira (né en 1974), dessinateur
- Mirah (née en 1974), musicienne
- Ryan Phillippe (né en 1974), acteur
- Malik Rose (né en 1974), joueur de basket-ball
- Kristie Lu Stout (née en 1974), journaliste
- Rasheed Wallace (né en 1974), joueur et entraîneur de basket-ball
- Alvin Williams (né en 1974), joueur de basket-ball
- Sean Colson (né en 1975), joueur de basket-ball
- Bradley Cooper (né en 1975), acteur
- Mike Gizzi (né en 1975), joueur de basket-ball
- Marc Jackson (né en 1975), joueur de basket-ball
- Brian Klugman (né en 1975), acteur, scénariste et réalisateur
- Cuttino Mobley (né en 1975), joueur de basket-ball
- Danny Fortson (né en 1976), joueur de basket-ball
- Adam F. Goldberg (né en 1976), producteur et écrivain de télévision et de cinéma
- Joseph Lawrence (né en 1976), acteur, compositeur, producteur et réalisateur
- Kelly Monaco (née en 1976), actrice
- Santigold (née en 1976), autrice-compositrice-interprète et productrice
- Brendan Boyle (né en 1977), homme politique
- Michael-Hakim Jordan (né en 1977), joueur de basket-ball
- Khia (née en 1977), chanteuse, rappeuse, auteure-compositrice-interprète et productrice de hip-hop
- Rob McElhenney (né en 1977), acteur
- Jane McGonigal (née en 1977), conceptrice de jeux
- Kelly McGonigal (née en 1977), psychologue
- Katherine Moennig (née en 1977), actrice
- Wayne Morris (né en 1977), basketteur à l'ASMB Le Puy en Velay
- Sara Shepard (née en 1977), romancière et réalisatrice
- Musiq Soulchild (né en 1977), artiste afro-américain de nu-soul/R&B
- Nicholas Berg (1978–2004), homme d'affaires
- Kobe Bryant (1978–2020), joueur de basket-ball évoluant dans le club de la NBA des Lakers de Los Angeles
- DJ Drama (né en 1978), artiste de hip-hop
- Bilal (né en 1979), poète et chanteur de neo soul
- Josh Cooke (né en 1979), acteur
- Freeway (né en 1979), rappeur
- Lynn Greer (né en 1979), joueur de basket-ball
- Kevin Hart (né en 1979), humoriste et comédien
- Marjorie Liu (née en 1979), scénariste de bande dessinée et romancière
- Sarah Chang (née en 1980), violoniste
- Jennifer Shahade (née en 1980), joueuse d'échecs
- Rodney White (né en 1980), joueur de basket-ball

### 1981–1990

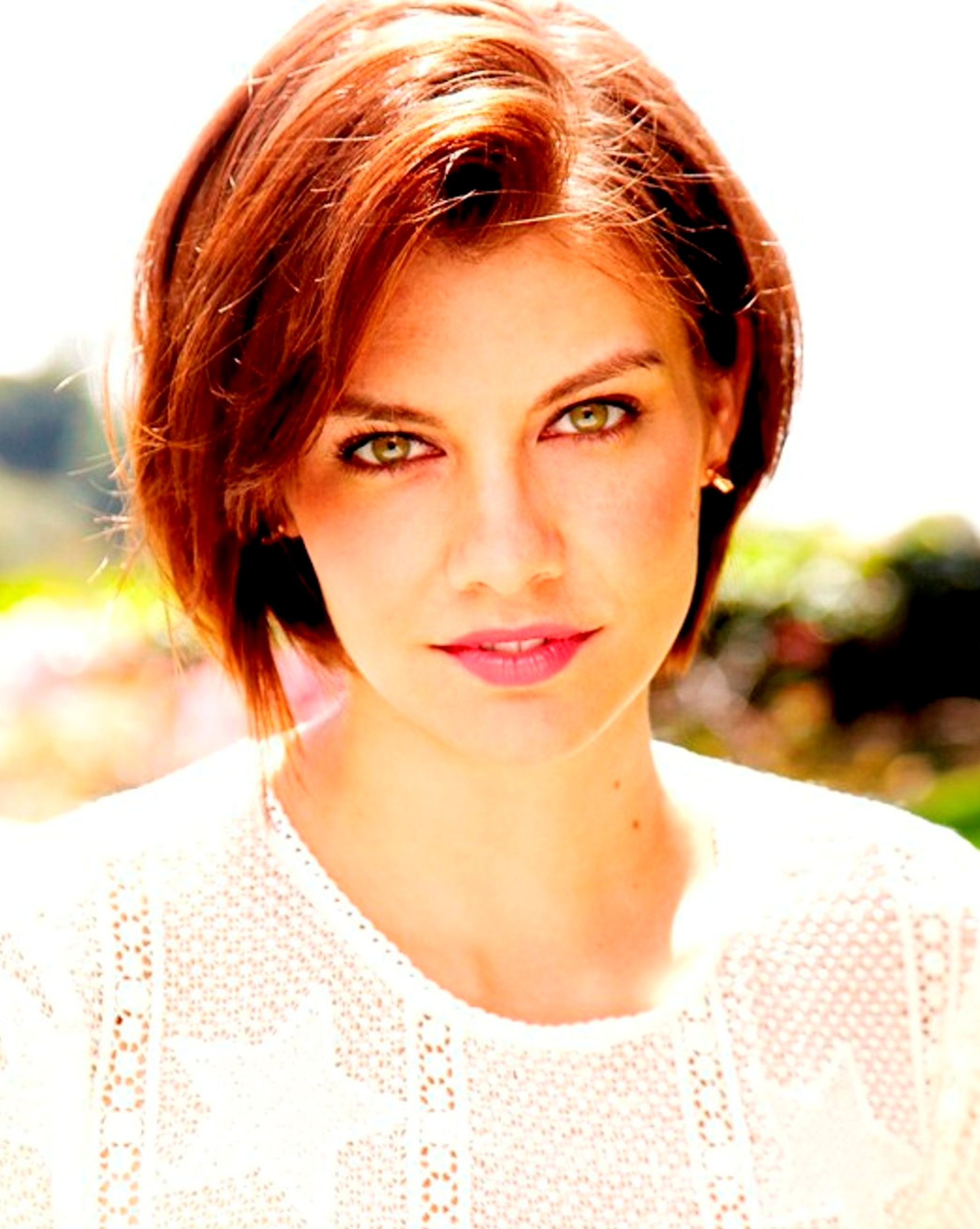
Lauren Cohan
(1982)

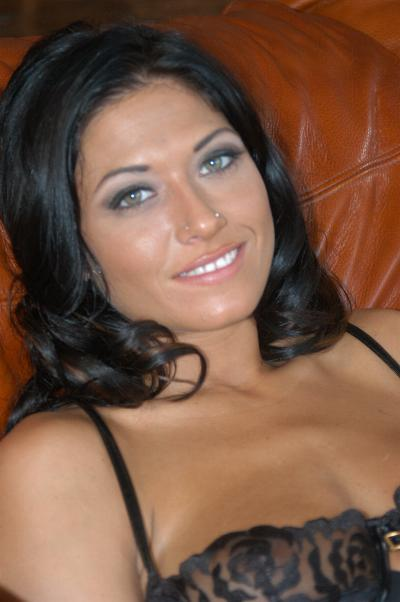
Dillan Lauren
(1982)

- Scott Aaronson (né en 1981), chercheur
- Blake Bashoff (né en 1981), acteur de cinéma
- D'or Fischer (né en 1981), joueur de basket-ball
- Gregory Michael (né en 1981), acteur
- Michael Rady (né en 1981), acteur
- Dan Trachtenberg (né en 1981), réalisateur et scénariste
- Rasheim Wright (né en 1981), joueur de basket-ball
- Willam Belli (né en 1982), acteur, drag queen, mannequin et chanteur
- Cassidy (né en 1982), rappeur
- Lauren Cohan (née en 1982), actrice américano-britannique
- Dan Gargan (né en 1982), footballeur
- Dillan Lauren (née en 1982), actrice de films pornographiques
- Tara Lipinski (née en 1982), patineuse artistique
- Dawan Robinson (né en 1982), joueur de basket-ball
- Hakim Warrick (né en 1982), joueur de basket-ball
- Amanda Blank (née en 1983), rappeuse et chanteuse
- Laura Carmine (née en 1983), actrice et présentatrice de télévision
- Bobby Convey (né en 1983), footballeur
- Jahri Evans (né en 1983), joueur de football américain
- Brent Grimes (né en 1983), joueur de football américain
- Amber Rose (née en 1983), modèle, actrice et personnalité mondaine
- Steven Smith (né en 1983), joueur de basket-ball
- Tiffany Stansbury (née en 1983), joueuse de basket-ball
- Mustafa Shakur (né en 1984), joueur de basket-ball
- Michael Terry (né en 1984), acteur
- Jason Cain (né en 1985), joueur de basket-ball
- Dionte Christmas (né en 1986), joueur de basket-ball
- Kyle Gallner (né en 1986), acteur
- Laura Harper (née en 1986), joueuse de basket-ball
- Tywain McKee (né en 1986), joueur de basket-ball
- Christina Perri (née en 1986), chanteuse et auteure-compositrice-interprète
- Meek Mill (né en 1987), rappeur et auteur-compositeur
- Jazmine Sullivan (née en 1987), chanteuse de soul et R&B
- Danny García (né en 1988), boxeur
- Reggie Redding (né en 1988), joueur de basket-ball
- Sarah Steele (née en 1988), actrice
- Baauer (né en 1989), musicien et producteur de musique électronique
- Julia Cohen (née en 1989), joueuse de tennis
- Samme Givens (né en 1989), joueur de basket-ball
- Marcus Morris (né en 1989), joueur de basket-ball
- Markieff Morris (né en 1989), joueur de basket-ball
- Eric Tangradi (né en 1989), joueur professionnel de hockey sur glace
- Bradley Wanamaker (né en 1989), joueur de basket-ball
- Tevin Farmer (né en 1990), boxeur
- Keisha Hampton (née en 1990), joueuse de basket-ball
- Julian Williams (né en 1990), boxeur

### 1991–2000

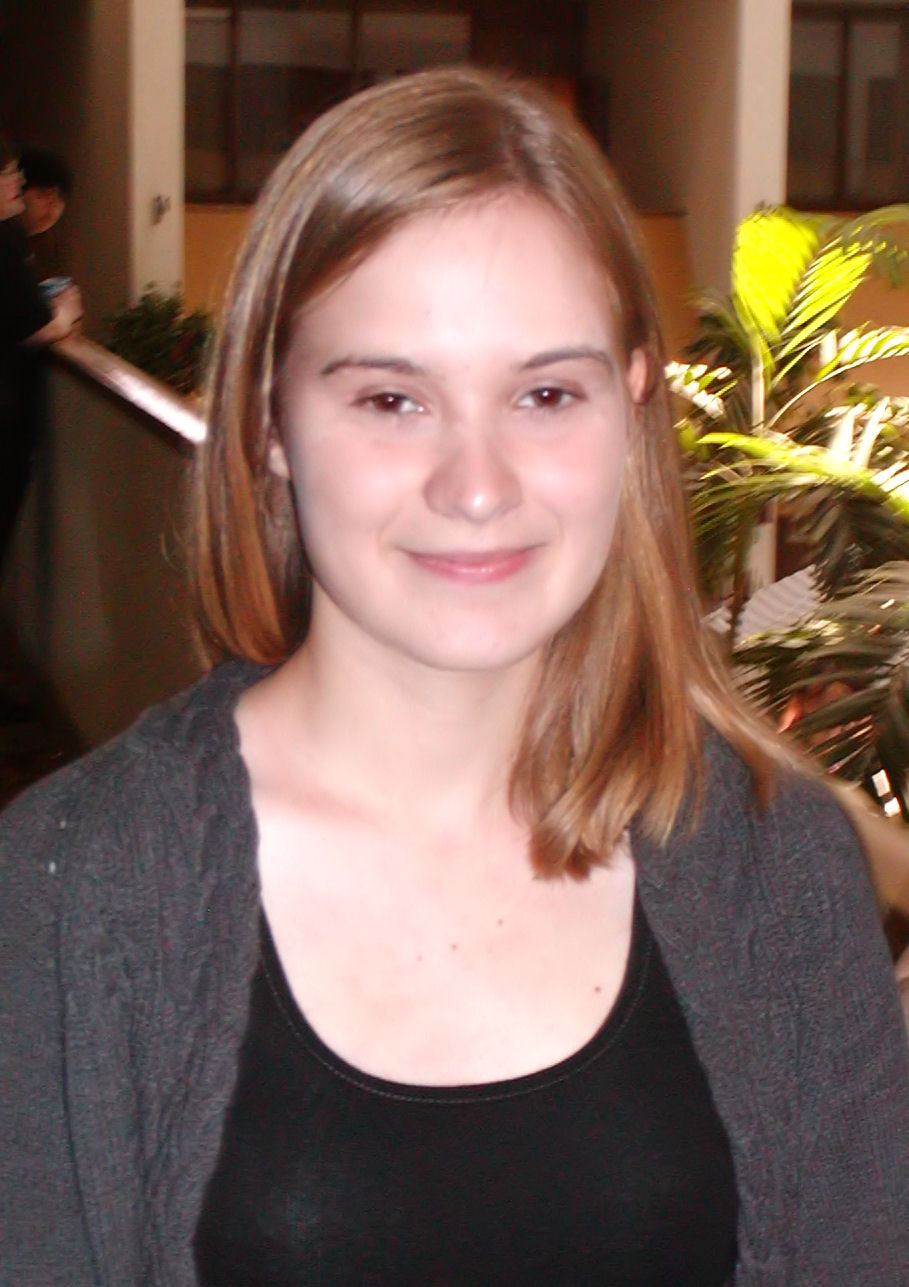
Emily Hagins
(1992)

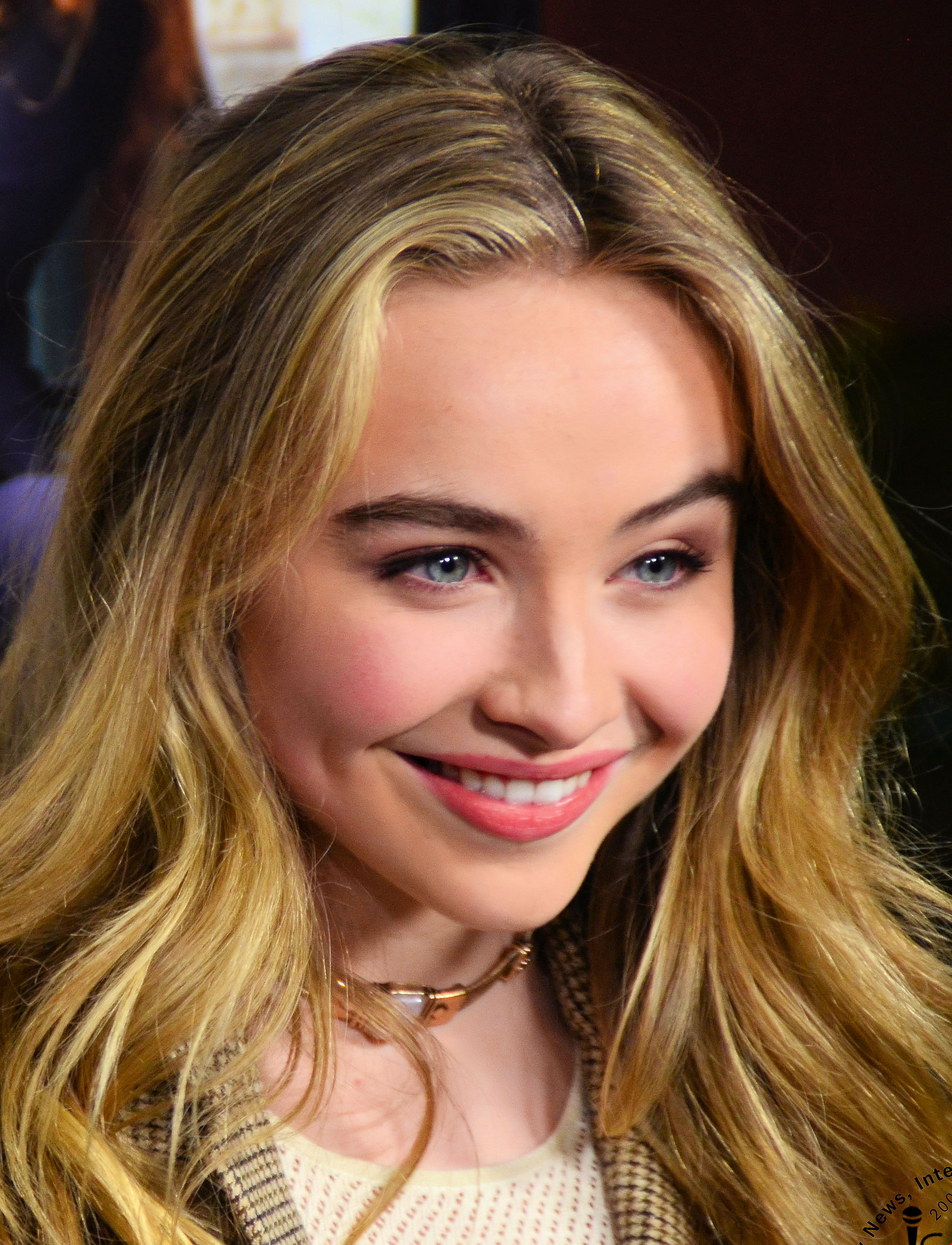
Sabrina Carpenter
(1999)

- Brandon Davies (né en 1991), joueur de basket-ball
- Maggie Lucas (née en 1991), joueuse de basket-ball
- Addison Timlin (née en 1991), actrice
- Dion Waiters (né en 1991), joueur de basket-ball
- Maalik Wayns (né en 1991), joueur de basket-ball
- Robin Carpenter (né en 1992), coureur cycliste
- Emily Hagins (née en 1992), réalisatrice et productrice
- Marshmello (né en 1992), producteur, compositeur, DJ de musique électronique
- Kevin Byard (né en 1993), joueur de football américain
- Bryshere Y. Gray (né en 1993), acteur et rappeur
- Amile Jefferson (né en 1993), joueur de basket-ball
- Dylan Gelula (née en 1994), actrice
- Mark Indelicato (né en 1994), acteur
- Tahjere McCall (né en 1994), joueur de basket-ball
- Mike McGlinchey (né en 1995), joueur de football américain
- Bianca Ryan (née en 1994), chanteuse
- Lil Uzi Vert (né en 1994), rappeur, chanteur et musicien
- Eli Apple (né en 1995), joueur de football américain
- B. J. Johnson (né en 1995), joueur de basket-ball
- Victoria Pedretti (née en 1995), actrice
- Mikal Bridges (né en 1996), joueur de basket-ball
- Chris Godwin (né en 1996), joueur de football américain
- Charlie Brown (né en 1997), joueur de basket-ball
- Tony Carr (né en 1997), joueur de basket-ball
- De'Andre Hunter (né en 1997), joueur de basket-ball
- Sydney Park (née en 1997), actrice
- Sabrina Carpenter (née en 1999), actrice, chanteuse

### Date de naissance inconnue auXXesiècle
- Patricia Abbott (née en XXe siècle), femme de lettres
- Lisa Lassek (née en XXe siècle), monteuse
- Chuck Workman (né en XXe siècle), réalisateur de documentaires

## XXIesiècle

### 2001–2010

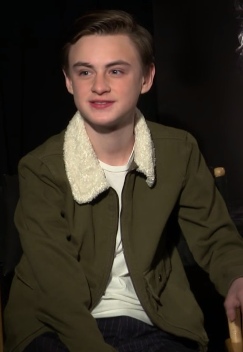
Jaeden Martell (né en 2003)

- Bryce Young (né en 2001), joueur universitaire de football américain
- Jaeden Martell (né en 2003), acteur
- Brandan Craig (né en 2004), joueur de soccer
- Quinn Sullivan (né en 2004), joueur de soccer